# Danmarks førindustrielle bebyggelse
Danmarks førindustrielle bebyggelse ligger tids- og udviklingsmæssigt mellem den forhistoriske bebyggelse, bopladserne, og den industrielle bebyggelse, der stort set falder sammen med urbaniseringen i Danmark.
Den førindustrielle bebyggelse er stedfast og mere mangfoldig. Mens efterfølger er være stedbunden og landskabeligt tilpasset den næringsvej eller de næringsveje, der blev udøvet.
Den førindustrielle bebyggelse var mange slags: enkeltbebyggelser som klostre, herregårde og kroer og sammensatte bebyggelser som landsbyer og købstæder.
Den førindustrielle bebyggelse var på ingen måde uforanderlig; nye bebyggelsesformer tilkom og gamle forsvandt eller forandredes som følge af ændrede næringsvilkår.
Den førindustrielle bebyggelse afspejler befolkningens dygtighed og evne til at se landskabets muligheder og finde veje at udnytte dem bedst muligt.

## Bebyggelseskategorier
Der skelnes efter graden af sammensathed mellem:
- den enkelte bygning med et eller flere af følgende formål: beboelse, erhvervsvirksomhed, betjening, opbevaring, eller tidsbegrænset ophold,
- samlede ejendomme omfattende en eller flere bygninger med eller uden dertil knyttede anlæg, der funktionelt hører sammen som en helhed med et fælles formål, og
- samlet bebyggelse omfattende en eller flere ejendomme beliggende i tættere samlinger og omgivet og indbyrdes adskilte af større, samlede ubebyggede områder. I sidstnævnte tilfælde bruges ofte benævnelser som husklynge, by eller stad – ofte som efterhængt led (landsby, stationsby, villaby, købstad, forstad).

## Bebyggelsestyper
Bebyggelser kan opdeles dels tidsmæssigt, dels efter formål. Tidsmæssigt skelnes mellem bebyggelser fremkommet i den førindustrielle og den industrielle tidsalder, formålsmæssigt skelnes mellem anvendelsens egenart.
Det førindustrielle bebyggelsesmønster var kendetegnet ved to forhold: dels at der forekom et forholdsvis stort antal ulige bebyggelsesformer hver med deres særegne formål, dels at disses beliggenhed, antal, størrelse og udformning var tæt forbundne med de landskabelige forhold. Kendetegnene for tiden er, at:
- bebyggelsens beliggenhed og funktion beroede på de landskabelige forhold,
- bebyggelsens tæthed (antal og størrelse) beroede på befolkningsforholdene,
- bebyggelsens fremtræden og indretning beroede dels på bevidst og ubevidst planlægning, dels bygningstekniske forhold.

Det er således samspillet mellem disse fire forhold, der skabte bebyggelsesmønsteret. Men desuden var der andre forhold, som indvirkede, først og fremmest politiske – såvel indenrigspolitiske som udenrigspolitiske – (der påvirkede råderummet), dernæst økonomiske (der påvirkede indsatsen), desuden klimatiske forhold – storme, tørke, regntider – (der påvirkede afgrødeudbyttet), epidemier i befolkningen og husdyrbesætningerne, brande, oversvømmelser og lignende uforudsigelige forhold, der kunne bane vej for nye (eller fornyede) tiltag. Sidst, men ikke mindst, er al bebyggelse en følge af menneskelig virksomhed og dermed af de valg, beslutninger, evner og muligheder, som den enkelte havde.
Samspillet mellem bebyggelse og landskab har gennem tiden taget udgangspunkt i, at bebyggelsens mangfoldighed i former afspejler menneskenes mangfoldighed i behov i den udstrækning, de ikke lod sig indpasse inden for én bebyggelsesform og under hensyntagen til de vilkår, landskabet gav for at forene disse behov på den mest hensigtsmæssige måde med de byggetekniske kundskaber. Forandringer i dem kunne føre til forandringer i den enkelte bygnings udformning og fremtoning (fx overgangen fra romansk til gotisk byggestil eller tilføjelsen af tårn, våbenhus og sakristi til de oprindelige kirkebygninger), mens forandringer i den samfundsmæssige opbygning kunne udløse behov for nye, tilpassede former for bebyggelse (fx fiskerlejer til afløsning af middelalderens sildemarkeder eller nye institutioner som klostre eller herregårde).

### Landskabets indflydelse
Man kan i denne sammenhæng udskille forskellige naturgivne forhold, som indvirkede på bebyggelsen:
- landbrugsjordens indvirkning, hvilken atter er et samspil af terrænforhold (fladepræg modsat store højdeforskelle og grad af gennemskårethed med kløfter og lignende), jordbundens frugtbarhed samt forekomst/fravær af sandfygning og/eller oversvømmelsesmulighed (fx tidevand);
- havets indvirkning, hvor der kan skelnes mellem:

betydningen af fiskerige farvande,
betydningen af sejlbare farvande;
- vandkraftens (vandløbenes) indvirkning;
- vindkraftens indvirkning;
- forekomsten af udnyttelige råstoffer;
- landskabsæstetiske forholds indvirkning.

Til ovennævnte naturgivne vilkår knyttede sig yderligere menneskeskabte forhold, hvoraf især må fremhæves:
- vejnettets indvirkning;
- ejendomsforholdenes indvirkning;
- lovgivningsbestemte forhold (særskilte købstads- og næringsrettigheder og lignende).

Disse forhold skabte et sammensat mønster af vilkår, som måtte indvirke på bebyggelsens egenart, formål og trivsel.
| Oversigt over førindustrielle bebyggelsesformer (tiden indtil o. 1840) | Oversigt over førindustrielle bebyggelsesformer (tiden indtil o. 1840) | Oversigt over førindustrielle bebyggelsesformer (tiden indtil o. 1840) | Oversigt over førindustrielle bebyggelsesformer (tiden indtil o. 1840) | Oversigt over førindustrielle bebyggelsesformer (tiden indtil o. 1840) |
| Grundfunktion                                                          | Landskabelig tilknytning                                               | Indbyggernes næringsvej                                                | Enkeltejendomme                                                        | Samlede bebyggelser                                                    |
| ---------------------------------------------------------------------- | ---------------------------------------------------------------------- | ---------------------------------------------------------------------- | ---------------------------------------------------------------------- | ---------------------------------------------------------------------- |
| Fiskeri                                                                | Levested for spisefisk                                                 | Fiskeri                                                                | Fiskerhus                                                              | Fiskerleje                                                             |
| Jordbrug                                                               | Agerland, eng                                                          | Landbrug                                                               | Herregård, bondegård, husmandssted                                     | Landsby                                                                |
| Skovbrug                                                               | Skov                                                                   | Skovbrug                                                               | Skovfogedbolig                                                         | -                                                                      |
| Vejfærdsel                                                             | Vejanlæg                                                               | Beværtning                                                             | Landevejskro                                                           | -                                                                      |
| Søfart                                                                 | Sejlbart farvand                                                       | Skibsfart                                                              | Udskibningssted                                                        | Ladeplads, Skipperby                                                   |
| -                                                                      | -                                                                      | Færgefart                                                              | Færgegård                                                              | -                                                                      |
| -                                                                      | -                                                                      | Toldvæsen                                                              | Toldembedsbolig                                                        | -                                                                      |
| -                                                                      | -                                                                      | Fyrvæsen                                                               | Fyrtårn, (fyrskib)                                                     | -                                                                      |
| Fremstilling                                                           | Råstofforekomst, kraftkilde (vind, vand)                               | Fremstillings- eller forarbejdningsvirksomhed                          | Fabrik, Stubmølle, vindmølle, vandmølle                                | Fabriksby (fabrik med arbejderboliger)                                 |
| Oplandsfunktion                                                        | Vejknudepunkt                                                          | Gæstgiveri                                                             | Kro                                                                    | Handelsplads, Flække, købstad                                          |
| -                                                                      | -                                                                      | Handel                                                                 | Høkerbod, købmandshandel                                               | -                                                                      |
| -                                                                      | -                                                                      | Samfærdsel                                                             | Postsamlingssted                                                       | -                                                                      |
| -                                                                      | -                                                                      | Retsvæsen                                                              | Tingsted, herredsfoged/birkedommerbolig, tugthus                       | -                                                                      |
| -                                                                      | -                                                                      | Trosvæsen                                                              | Kirke, kapel, kloster                                                  | -                                                                      |
| -                                                                      | -                                                                      | Uddannelse                                                             | Folkeskole, højskole                                                   | -                                                                      |
| -                                                                      | -                                                                      | Sundhedsvæsen                                                          | Lægebolig, apotek                                                      | -                                                                      |
| -                                                                      | -                                                                      | Forsorg                                                                | Alderdomshjem, hospital, fattiggård                                    | -                                                                      |
| Ferie, fritid                                                          | Landskabelig skønhed                                                   | Landliggertjenester                                                    | Landsted, kursted, feriehotel                                          | Landliggerområde                                                       |

### Konjunkturbetingede forholds indflydelse
Naturligvis satte skiftende tidsbundne konjunkturer (krige, sygdomsepidemier, misvækst og velmagtsperioder og befolkningsfremgang) også deres præg på bebyggelsesforholdene, men overordnet var bebyggelsen præget af forholdsvis stor stabilitet igennem tiden. Til gengæld angiver konjunkturerne tydeligt de skiftende vilkår for bebyggelsen: lange tidsforløb med fremgang og udvikling afløst af forholdsvis korte tidsrum med ofte brat tilbagegang. Der tegner sig følgende bølgeforløb:
- fremgang fra vikingetiden ind i middelalderen, fra 1348 afløst af et første tilbageslag indtil omkring 1400,
- en fremgangsbølge fra 1400-tallet over reformationen frem til omkring 1625, da afløst af et nyt tilbageslag indtil 1660,
- en fremgangsbølge fra 1660 til Store Nordiske Krig afløst af en krise til midten af 1700-tallet,
- en fremgangsbølge fra midten af 1700-tallet til Napoleonskrigene afløst af en krise indtil omkring 1840.

Fælles for de ovennævnte udsving var, at de fandt sted i et førindustrielt samfund og med befolkningsudsving af en nogenlunde fast størrelse.
Fra omkring midten af 1800-tallet skiftede rammerne for bebyggelsen karakter: udviklingen skete nu inden for et samfund i vedvarende teknisk og industriel udvikling og under indtryk af en stærkt voksende befolkning indtil omkring 1970, afløst af en befolkningsstagnerende periode efter 1970. Hele dette tidsrum har imidlertid været kendetegnet ved en omfattende og vedvarende bebyggelsesmæssig udvikling.

## Den bebyggelseshistoriske udvikling
Den bebyggelseshistoriske udvikling i Danmark falder i to klart adskilte faser: forhistorisk tid (medregnet vikingetiden) og historisk tid (fra middelalderen og senere).

## Forhistorisk tid
I forhistorisk tid var bebyggelsen kendetegnet ved omskiftelighed: efter en kortere eller længere tid blev bebyggelsen øjensynligt opgivet og nedlagt, og indbyggerne flyttede til et andet sted – nogle gange i nærheden, nogle gange synes der at været sket en regulær omlokalisering under hensyn til andre ressourcer eller ressourceudnyttelser end tidligere. Det var i udtalt grad tilfældet med datidens landsbyer. For her kan ofte påvises hvorfra og hvorhen, landsbyens indbyggere flyttede – ofte inden for samme velafgrænsede område (nogenlunde svarende til senere tiders ejerlav). Men også for handelspladser synes der at været tale om begrænsede virkeperioder, hvorefter stedet faldt tilbage, mens andre steder tog over.
Man kan i forhistorisk tid kun skelne mellem to bebyggelsesformer: landsbyen og handelspladsen (centralpladsen eller wik-en).

### Landsbyerne
Landsbyerne var fra jernalderens begyndelse samlinger af langhuse med stald i den ene ende og boliger i den anden. De blev i keltisk jernalder omgivet af et fælles hegn, fra romersk jernalder imidlertid af egne indhegninger, ligesom der nu hørte flere bygninger til den enkelte ejendom. I løbet af romersk og germansk jernalder voksede gårdenes – og dermed landsbyernes – størrelse betydeligt sideløbende med, at der med ujævne mellemrum skete omflytninger (hvilket har givet anledning til betegnelsen "den vandrende landsby"), lige som en del bygninger tydeligvis blev udskilt og anvendt til særskilte formål, blandt andet håndværk. Blandt de mest kendte landsbyer fra forhistorisk tid kan nævnes Grøntoft (keltsk jernalder), Hodde og Vendehøj (romersk jernalder), Vorbasse (romersk og germansk jernalder samt vikingetid), Sædding (vikingetid).

### Wikerne
Wiker (handels- og centralpladser) kendes fra romersk jernalder, germansk jernalder og vikingetid. De mest kendte wiker fra germansk jernalder og vikingetid er Hedeby ved Slien, Dankirke og Ribe ved Vadehavet, Lindholm og Sebbersund ved Limfjorden, Stentinget i Vendsyssel, Gudme på Fyn, Tissø, Boeslunde og Lejre på Sjælland, Sorte Muld på Bornholm, Slöinge og Uppåkra i Skåne, hvortil kommer Helgø og Birka i Mäleren, Kaupang ved Oslofjorden med flere. Kendetegnende er, at alle disse steder (fraset Ribe) opgives henimod vikingetidens ophør. De opstod i kraft af en fordelagtig beliggenhed for fjernhandel og af en handlekraftig stedlig leder eller ledelse men stod og faldt med denne og evnen til at fastholde handelen. Wikernes afløsere i historisk tid var de ulige udskibningssteder, ladesteder og skipperbyer, hvis trivselsgrundlag var lige så stærkt eller skrøbeligt.

## Middelalderen (1050-1536)
Fra og med overgangen til middelalderen skete der flere ændringer i bebyggelsesforholdene:
- for det første blev bebyggelsen nu stedfast,
- for det andet fremkom en række nye bebyggelsesformer: kirker, kongsgårde, klostre, møller, hovedgårde, ligesom købstædernes antal voksede.

Udviklingsmæssigt falder middelalderen i tre dele: en opbygningstid (1050-1348), en krisetid (1348-1400) og en genopbygningstid (1400-1536).

### Ældre Middelalder: et samfund bygges op (1050-1348)

#### Kirkerne
Da kristendommen slog igennem som den førende trosretning i Danmark, begyndte et omfattende kirkebyggeri. I værket "Historia Hammaburgensis Ecclesiae" (Den Hammaburgiske Kirkes historie), skrevet omkring 1075 opgjorde Adam af Bremen kristendommens gennemslagskraft således: "Den skønneste danske landsdel er Sconien, hvorfor den hedder det. Sconien er svært væbnet med mænd, frugtbar på korn og rig på handelsvarer – og nu også fuld af kirker! Sconien har dobbelt så mange kirker som Seland, nemlig 300, mens Judland kun skal have halvt så mange og Fun kun en tredjedel". Dette indebærer, at der i runde tal skulle have været henved 700 kirker i hele riget. Men da kirkebyggeriet var afsluttet, var antallet snarere omkring 1600 kirker. De ældste kirker var af træ, men allerede i slutningen af 1000-tallet begyndte man at bygge kirker af sten. Det er påvist, at stenkirkerne er bygget på trækirkernes sted. Det er ligeledes fastslået, at kirkerne mange steder ligger med nogenlunde faste indbyrdes afstande, omkring 3,5 km, hvilket vidner om en overordnet styring af kirkebyggeriet.

#### Landsbyerne
En følge af det omfattende kirkebyggeri (med tilhørende kirkegårde) var, at landsbyen måtte blive stedfast. Den jord kirken lå på var hellig og kunne ikke blot forlades. Kirkelandsbyernes urokkelighed faldt sandsynligvis sammen med en ændret driftsform, vangebruget (først tovangs-, siden trevangsbrug) og et nyt redskab, hjulploven, der stillede større krav til trækkraften end den gamle ard, og hvor et samvirke mellem landsbyens indbyggere derfor var en fordel. De ældste vidnesbyrd om anvendelse af hjulplove i Danmark, de højryggede agre, påtræffes i sen vikingetid/tidlig middelalder, men formentlig gik der tid, inden det nye redskabs fordele for alvor blev erkendt overalt i landsbyerne. Omkring år 1100 indførtes tienden som fast afgift til kirken, og derved blev landbruget underlagt nye vilkår. Sandsynligvis stammer dyrkningsfællesskabet fra denne tid, ligesom sognet blev det oprettet som område, der skulle betale tiende til en given kirke, og hvis indbyggere skulle gå til gudstjeneste og få forrettet dåb, begravelse og vielse i samme.
En bivirkning af, at landsbyernes omflakkende tilværelse var afsluttet, var, at en del af det gamle område, som havde indgået i "vandre-omdriften", nu kom til at ligge mere end de omkring 1000 m fra landsbyen, hvor en fast, virksom agerdrift kunne udøves.

##### Adelby
Da befolkningen synes at have været inde i en vækst, betød dette, at hvis eller når antallet af familier i landsbyen oversteg det, der driftsmæssigt var mulighed for at indpasse, kunne man oprette nye, mindre bebyggelser – torper – i disse yderområder. Desuden var det muligt at rydde områder med skov og krat, som tidligere ikke havde været dyrket, og her ligeledes oprette rydningsbyer.
En sådan udvikling synes i Danmark at have fundet sted i ældre middelalder, og muligvis før. For Fyns vedkommende er det opgjort, at godt halvdelen af landsbyerne var adelbyer, en tredjedel torpbebyggelser og en tiendedel rydningsbebyggelser.
I Jyske Lov fra 1241 gaves bestemmelser, der sikrede adelbyen (den landsby, hvorfra udflytning var sket) ret til inden for tre år at kræve torpen nedlagt og beboerne flyttet tilbage, hvis den nye udflytterbebyggelse var til skade. I Eriks Sjællandske Lov fandtes bestemmelser om fordelingen af ødelagte torpers jord.
Landsbyerne virkede dog ikke i et tomrum: ejendomsforholdene lå bag meget af det, der afgjorde deres skæbne gennem tiden.

#### Krongodset
Det danske samfund var langt ind i middelalderen et bygdesamfund: "Det var indenfor landsbyen, herredet, syslet og til nød "landet" (dvs. landsdelen), at samfundslivet konstituerede sig, og det var tinget, folkeforsamlingen, fremmødet af alle "lovfaste" mænd indenfor det større eller mindre samhørende omraade, der bestemte bygdens vilje i alle fællessager.
Hver bygd udgjorde i virkeligheden et fast og afsluttet samfund. Her konstitueredes magtfordelingen, efter egne love ud fra bygdens struktur, og riget opfattes bedst som et løst konglomerat af en mængde saadanne smaa isolerede og næsten selvstyrende bygder. ...Overalt var det høvdinger og stormænd, der ledede." "Kongen var enhedsmærket for deres samfund, deres repræsentant overfor de omliggende samfund og vel ogsaa overfor de højere magter." Udviklingen i tidlig middelalder fremmede kongens anseelse, herunder samvirket med kirken som en magtfuld samarbejdspartner, fra Sven Estridsen over Knud den Hellige, Knud Lavard, Valdemar den Store og med Valdemar Sejrs kortvarige Østersøimperium som et første højdepunkt.
Det var kongemagten, der samlede landet til et rige: I løbet af Valdemarstiden knyttedes landet sammen af et net af kongeborge lagt under hensyn til søruter og grænseegne truede af venderne: Skanderborg, Sønderborg, Nordborg, Hagenskov, Ørkil, Nyborg, Kalundborg, Vordingborg, Haraldsborg, Søborg, København, Helsingborg, Søvdeborg med flere, hvorved kongemagten bliver garant for landefreden både indadtil og udadtil. Kongen optrådte som lovgiver og som garant for retssikkerheden. Kongen støttede kirken og klostrene. Kongen ophjalp handelen og købstæderne. Kongen lod bygge alt fra fæstningsværker til vejbroer. Kongemagtens udøvelse blev ordnet indenfor lande og herreder, det gamle ledingssystem afløst af skatter betalt efter jordtilliggendet til gårdene.
Kongemagtens økonomiske grundlag var jordejendom: kongelev (kongens embedsgods) og patrimonium (kongens arvegods fra familien). Kongelevet bestod af kongsgårde med tilhørende ejendomme og rettigheder. Under kongelevet hørte endvidere alle middelalderlige købstadsdannelser kommet til før 1140, ubeboede øer, halvøer, næs og skove (og siden de bebyggelser, der fremvoksede her) samt erobrede områder som Friesland, Bornholm, Rygen og Femern. Patrimonium-godset synes fortrinsvis at have bestået af storgårde, hvortil kom strøgods på Falster, Lolland, Sydlangeland, Vest- og Sydsjælland. For bønderne var ejendomsforholdet alene af betydning ved at afgøre til hvem og hvor, afgifter skulle betales.

#### Hovedgårdene
Allerede i vikingetiden ses, at gårde kunne have uens størrelse, og i digtet "Rigs vandring" fortælles om et tredelt samfund bestående af en ufri stand (trællene), en fri bondestand og en stand af frie og særligt velhavende, stormændene. I det tidlige middelaldersamfund var det kongemagten, der stod som den, der sikrede freden og retsvæsenet, og i Knud den Helliges gavebrev af 1085 bestod en stor del af gaven af jordegods, som stormænd havde betalt kongen for at genkøbe deres fred. Kong Niels fik ret til bøderne for ledingsbrud, hvilket vil sige, at kongen indtog en ledende rolle i ledingsvæsenet. Fra samme tid stammer princippet om, at kongen ejer alt, som ingen anden har udtrykkelig ejendomsret til (danefæ), desuden forstrande samt alle vrag, der drev ind på stranden, og i Kong Valdemars Jordebog fra omkring 1230 ses, at store, tidligere herreløse skovområder nu hørte under krongodset.
Det var imidlertid hirden, der afspejlede kongens faktiske magt. Gennem hirdens udvidelse og omdannelse blev kongens magt formelt mangedoblet: fra i begyndelsen at have været kongens livgarden, der fulgte ham på rejserne fra kongsgård til kongsgård, begynder hirdmænd at optræde som kongens ombudsmænd, hans stedlige stedfortrædere i de enkelte herreder. Omkring år 1200 skete der en forandring i ordningen af landets forsvar: den tidligere ledingspligt, der havde omfattet alle frie bønder, blev nu indskrænket til en mindre gruppe, idet andre bønder lagde sig ind under disse og dermed fritog sig fra ledingspligten. Til gengæld mistede de selvbestemmelsesretten og blev fæstere. Med tiden voksede skellet mellem herremænd og fæstere og befæstes i form af hovedgårde, der fritoges for almindelig beskatning. I begyndelsen adskilte disse hovedgårde sig ikke fra fæstegårdene, men med herremændenes tiltagende magt og rigdom tiltog også uligheden mellem hovedgårde og fæstegårde. Som følge af den tildelte skattefrihed for den jord, der blev drevet af herremændene (eller rettere: på deres vegne), var det i disses interesse at få mest mulig jord omfattet af skattefriheden. Dette skete ved at omordne hovedgården således, at den jord, der ikke kunne drives af selve hovedgården, i stedet blev lagt ind under og drevet som en brydegård (forvaltergård), mens fæstegårdene blev skåret ned til gårdsæder, der kun havde et beskedent jordtilliggende og kun knapt nok kunne brødføde den bosatte familie. I takt med, at jordsamlingen fortsatte under få, men stadig større godser, blev denne bryde-gårdsæde-drift stadig mere udbredt. Man har opgjort, at Hvideslægten på Sorø-egnen ejede mere end halvdelen af jorden, mens selvejergårdenes andel udgjorde mindre end en fjerdedel.

#### Klostrene
Allerede i den tidligere middelalder nåede klosterbevægelsen til Danmark. Tre klosterordner fik særlig store betydning i form af et forholdsvis stort antal anlagte klostre: cisterciensere, dominikanere og franciskanere.
Klostrene lå forskelligt. Mens cistercienserklostrene oftest lå på landet (Esrum, Knardrup, Ryd, Herrevad, Tvis, Veng, Vitskøl, Øm), var franciskanerklostrene altovervejende købstadsklostre.
Klostergrundlæggelserne skete overvejende i to bølger: en tidlig (til 1300) og en sen (efter 1400). Således oprettedes
franciskanerklostrene som følger: Ribe (1232), Slesvig (1234), Viborg (1235), Randers (1236), Svendborg (1236), Roskilde (M: 1237, K: 1256), København (M: 1238, K: 1505), Lund (1238), Tønder (1238), Kalundborg (1239), Næstved (1240), Ålborg (1250), Horsens (1261), Flensborg (1263), Trelleborg (1267), Ystad (1267), Odense (M: 1279, K: 1521), Nysted (1286), Kolding (1288), Malmø (1419), Nykøbing Falster (1419), Helsingør (1420), Køge (1484), Torkø (ca. 1489), Halmstad (1494) og Husum (1494).
Skønt antallet af klostre i Danmark aldrig blev ret stort (i alt 117 med Skåne, Halland, Blekinge og Sønderjylland) hvoraf 10 øst for Øresund (Skåne 9, Halland 1) og 10 i Sønderjylland (til Ejderen), var deres betydning overmåde stor:

Munkene og nonnerne var veluddannede, havde forbindelser til deres munkeordener i udlandet, medbragte kundskaber om lægekunst og lægende og helbredende urter, som dyrkedes i klosterhaverne, forstod sig på sygdomme og deres behandling. Klostrene blev med tiden store jordejere, da mange af datidens rige jordejere med flere konger i spidsen overdrog dem dele af deres jordegods for at sikre dem indkomster til støtte for deres virke. Og modsat hovedgårdenes tilliggender, der kunne blive fordelt på flere arvinger, var klosterjordene ikke privatejendom og derfor urørlige. Var en gård eller landsby først kommet ind under "den døde hånd", så blev den der. Ved reformationen havde Sorø Kloster 625 gårde, Mariager Kloster over 400 gårde, Vitskøl Kloster, Esrum Kloster og Herredvad Kloster hver omkring 300 gårde, Sankt Hans Kloster på Fyn 100, Holme Kloster, 120 gårde, Sankt Knuds Kloster 240 gårde og Dalum Kloster 270 gårde. Odense bispegods omfattede 440 gårde på Fyn foruden gårde på Langeland, Lolland og Falster. Roskilde bispegods omfattede ikke mindre end 2600 gårde.
Klostrenes godsforvaltning blev opbygget efter tilsvarende retningslinjer som hovedgårdenes. Cistercienserklostrene lod deres godser bestå af "grangier" eller avlsgårde, ofte omdannede landsbyer. Gårdene dyrkedes af lægbrødre, der nærmest havde samme rolle som gårdsæderne på hovedgårdene.

#### Møllerne
Men klostrene var desuden medvirkende til møllevæsenets indførelse:
- i kong Valdemar den Stores privilegium fra 1161 til klosteret i Tommerup omtales 5 vandmøller, blandt andet en valkemølle til fremstilling af uldstoffer.[28]
- 1175 bestemte kong Valdemar, at borgerne i Odense skulle lade deres korn formale på Munke Mølle, og 1193 afstod nonnerne på Nonneborg (senere Dalum Kloster) en torp og en sø mod afgiftsfrit at få malet deres korn på møllen.
- 1242 kom Sankt Knuds Kloster i besiddelse af Ejby mølle,[29]
- Sorø Kloster havde en vandmølle med 4 hjul og med afløb gennem en 4 km lang kanal til Tuelsø.[30]

Senere, fra 1300-tallet omtales tillige adelige møller, således ved arveskifter eller handel med hovedgård og gods, hvor møller har en fremtrædende plads:
- allerede 1135 omtales Maglemølle ved Næstved, en vandmølle tilhørende Bodil-slægten,[31]
- 1326 Rønninge Søgård med Bjerne mølle,
- 1372 Nielstrup hovedgård med Voltemølle og Ågårds møllested,
- 1376 Tange hovedgård med Tange mølle.[29]

1393 omtales en stubmølle ved Saltorp tilhørende Sankt Peders Kloster i Næstved.
Henimod middelalderens slutning var landet blevet vel forsynet med møller.

#### Købstæderne
De ældste bebyggelser, som siden fik købstadsprivilegier, stammer fra vikingetiden. Kendetegnende er, at de fleste købstæder anlagdes ved åer eller mindre vandløb, ofte på steder hvor disse krydsedes af vejforbindelser og hvor der var overfart eller vadested. Medvirkende ved denne beliggenhed synes dels at være muligheden for at sejle til og fra staden med den ikke særligt dybtgående skibstype, der var i brug indtil omkring år 1200. Desuden synes vandløbene at have haft betydning ved vandforsyning til husholdninger og vandkrævende virksomhed, blandt andet ferskvandsfiskeri og driften af vandmøller. Vandmølledrift i købstæder kendes blandt andet fra Ribe, Vejle og Roskilde. Nogle udviklede sig i kraft af en domkirke eller et kloster, andre som torvekøbinger, der skyldte handelen deres opkomst, og atter andre var borgbyer, der voksede op i ly af et af 1100-tallets nye borganlæg. Flere af de tidlige købstæder var tillige tidlige udmøntningssteder, således Slesvig, Ribe, Århus, Randers, Viborg, Ålborg, Odense, Slagelse, Ringsted, Roskilde, Lund og Tommarp. Kun undtagelsesvis fandt udmøntning sted uden for købstæderne. Fra 1200-tallet blev det reglen, at et marked ikke kunne holdes uden kongelig tilladelse.
Omkring 1070 omtaler Adam af Bremen en række civitas, det vil sige biskopsæder eller domkirkebyer: Slesvig, Ribe, Viborg, Århus, Odense, Roskilde og Lund. Roskilde omtaltes som kongesæde. Desuden nævnes Ålborg og byer ved de østjyske fjorde uden nærmere angivelse. Ringsted og Slagelse omtales allerede inden år 1100 som købstæder. 1140 gav Erik Lam Næstved torveprivilegier.
Omkring 1200 talte det danske område følgende købstæder:
- Flensborg (Sønderjylland)
- Helsingborg (Skåne)
- Hjørring (Vendsyssel)
- Horsens (Østjylland)
- Kalundborg (Sjælland)
- København (Sjælland)
- Lomma (Skåne)
- Lund (Skåne)
- Næstved (Sjælland)
- Odense (Fyn)
- Randers (Nørrejylland)
- Ribe (Sydjylland)
- Ringsted (Sjælland)
- Roskilde (Sjælland)
- Slagelse (Sjælland)
- Slangerup (Sjælland)
- Slesvig (Sønderjylland)
- Svendborg (Fyn)
- Søborg (Sjælland)
- Tommarp (Skåne)
- Tønder (Sønderjylland)
- Viborg (Vestjylland)
- Ålborg (Nørrejylland)
- Århus (Østjylland)[38]

Den magtpolitiske forskydning i Østersøområdet under Valdemarerne frem til 1225, hvor den danske rolle i samhandelen brydes, fik stor betydning for opvæksten af en række danske købstæder, således Kolding, Haderslev, Åbenrå, Sønderborg, Flensborg, Assens, Fåborg, Svendborg, Rudkøbing, Nakskov, Sakskøbing, Stege, Skælskør, Næstved, Vordingborg og Køge.

### Yngre Middelalder: Krisetid og omstilling (1348-1536)

#### Landsbyerne
Omkring midten af 1300-tallet ramtes hele Vesteuropa af byldepest, den sorte død. Pesten kom i bølger, første gang 1348-50. Virkningen af denne var, at folk døde i tusindvis, og som følge heraf lagdes gårde, ja hele landsbyer, øde. Ødegårde, jordprisfald og landgildenedgang medførte en omlægning af landbebyggelsen til færre, men større fæstegårde. Et stort antal torper og rydningsbyer blev i forbindelse hermed nedlagte.
Da en fornyet befolkningsvækst satte ind omkring 1400, skete der ikke en genoprettelse af de nedlagte landsbyer og torper på sletterne. I stedet oprettedes nye bebyggelser dels i skovområder og fortrinsvis i form af skovenestegårde, dels ved kysterne (blandt andet Falsled på Fyn) og på de mindre øer, som tidligere havde været ubeboede. Vidnesbyrd herom er, at de sydfynske småøer i Kong Valdemars Jordebog fra 1200-tallet optræder som kronens ejendom uden, at der øjensynligt var afgiftsindtægter; derimod omtales deres vildtbestande af hjorte, dådyr og rådyr og øerne var på denne tid tydeligvis fortrinsvis jagtområder for kongen. Et andet vidnesbyrd er, at Svendborgs borgere 1253, 1287 og 1305 fik tilladelse til at udnytte skovene og græsningen på Thurø, mens dette ikke er tilfældet senere. Derimod klager 1447 borgerne over, at beboerne på Tåsinge havde ulovlige havne og drev købmandsskab, men fra 1480 udvides denne klage til også at omfatte Thurø, Strynø, Strynø Kalv, Birkholm, Hjortø, Skarø og Drejø foruden Tåsinge. 1518 fik Strynø egen præst, og inden reformationen blev Drejø, Avernakø og Lyø egne sogne.

#### Hovedgårdene
I takt med det voksende antal ødegårde blev hovedgårdene tvunget til at omlægge driften for derved at opnå fæstegårde, der kunne brødføde en familie. Omlægningen indebar, at brydegårdene blev afviklet, og gårdsæderne fik tildelt jord, så at de atter blev egentlige gårdbedrifter. Som eksempel på denne driftsomlægning kan nævnes Roskildebispens gods: i 1370 taltes 2089 driftsenheder, heraf 44 hovedgårde, 431 gårdsædestavne, 75 brydegårde, 196 landbogårde og 1343 fæstegårde, i 1500-tallet var det blevet til 1501 driftsenheder, heraf 19 hovedgårde, 46 gårdsædegårde og 1436 fæstegårde. Brydegårdene, de fleste hovedgårde og næsten alle gårdsædebrugene var forsvundet, til gengæld var antallet af fæstegårde forøget. Et andet eksempel er landsbyen Starreklinte ved Dragsholm. 1315 ejede Århus Domkapitel tre fjerdedele af landsbyen, der da bestod af 2 brydegårde og 8 gårdsæder. I 1370 var landsbyen overgået til Roskilde Bispestol, som havde ladet den ene brydegård afløse af 6 lige store fæstegårde. Senere nedlagdes også den anden brydegård, og 1591 bestod landsbyen af 12 lige store fæstegårde. Mange mindre hovedgårde blev i 1400-tallet underlagt større hovedgårde og efterfølgende omdannet til almindelige fæstegårde.
Indtil landbokrisen havde hovedgårdene som regel ligget i landsbyerne. Fra omkring 1400 skete der en fysisk adskillelse, idet hovedgårdenes jorder udskilles fra fæstegårdenes i et særskilt "enemærke" og hovedgårdene flyttes ud af landsbyerne, ofte til områder med eng og skov.
Ved reformationen fandtes 7-800 hovedgårde i kongeriget fraset hertugdømmerne.

#### Købstæderne
Krisen bevirkede, at nogle af de gamle købstæder mistede deres købstadsrettigheder, således Skibby og Søborg på Sjælland, Borre på Møn og Herrested på Fyn.
Erik af Pommern gjorde som konge ihærdige forsøg på at styrke købstæderne: Købstadsforordningen af 1422 indskærpede købstædernes monopol på handel og håndværk. Dette var især vendt mod hansekøbmændene, der mange gange købte deres varer direkte fra danske godsejere, bønder og fiskere. Med den nye forordning sikrede man, at der kom en dansk købmand som mellemhandler. Forordningen gav også hvert håndværkerlav eneret på udførelse af arbejde indenfor deres fagområde.
Købstæderne fik også udvidet selvstyre. Det daglige ansvar med kontrol af håndværk og handel samt udligning af skatter skulle varetages af 2 borgmestre og 6 til 12 rådmænd, der blev valgt blandt byens større handelsfolk. Byrådsarbejdet var ikke lønnet, men efterhånden gav stillingen en række privilegier bl.a. fratagelse af byskat, og ofte fik de en særskilt del af byens fællesjord til græsning af deres kreaturer. Ligeledes kunne afgørelser fra bytinget i en række større byer ankes til byrådet, der også mange gange havde domsmyndigheden i handels- og arveretssager.
Endelig oprettede Erik af Pommern et antal nye købstæder: Kerteminde, Skagen, Landskrona, Maribo og Korsør.
Ved reformationen 1536 fandtes i hele Danmark (medregnet Sønderjylland, Skåne, Halland og Blekinge) 85 købstæder. Med et betjeningsopland på 2 mil (det vil sige i en afstand af op til 15 km fra staden) var hele landet vel betjent, bortset fra det indre Jylland, Himmerland, Vendsyssel og de indre dele af Skåne, Halland og Blekinge; til gengæld var de danske øer og dele af især den skånske kyst ofte inden for betjeningsafstand af mere en een købstad, hvilket – alt andet lige – bidrog til at vanskeliggøre disses vækst og velstand.

## Renæssancen (1536-1660)
De vigtigste træk under renæssancen var kronens ladegårdes og hovedgårdenes udvikling samt fremkomsten af nye bebyggelsesformer i form af fiskerlejer, ladepladser og fabriksvirksomheder. Desuden tilkom et antal nye købstæder.

### Genrejsningen (1536-1625)
Det Danmark, der i 1536 fremstod af borgerkrigens og grevefejdens kaos, var i høj grad præget af krigens hærgninger, dels de egentlige krigshandlinger, dels de hårde skatteudskrivninger og plyndringer. Ikke desto mindre lykkedes det ret hurtigt ikke blot at udbedre skaderne men tillige at bringe landet ind i en tid med velstand og fremgang. Baggrunden herfor var en stærkt stigende efterspørgsel efter fødevarer i Vest- og Mellemeuropa, hvilket atter hang sammen med en voksende befolkning, ikke mindst i byerne. Det lykkedes kong Christian 3. og hans dygtige rådgivere, blandt andre kansleren Johan Friis og rentemesteren Eskil Oxe at udnytte de gode tilstande til rigets fordel. Især studehandelen oplevede et opsving, hvilket atter betød, at de store kvægopdrættere – kronen og hovedgårdene – tjente gode penge på at sende stude sydover til Hamborg, Lybæk og Stade, hvorfra de fortsatte til Oldenborg, Rhinlandet, Holland eller Brabant. Denne udvikling blev begunstiget af, at der allerede ved Christian 2.s landlov fra 1521 var givet forbud mod udførsel af græsøksne, og ved forordning af 15. juli 1524 blev givet adelen, bisperne og kronen eneret til at opfede stude på indkøbt foder mens andre måtte nøjes med det foder, man selv havde avlet. Da hovedgårdene ikke selv havde staldplads nok til de mange dyr, pålagdes fæstebønderne at holde kreaturerne i deres stalde som fodernød, foderokse eller staldokse.

#### Kronens ladegårde
I tiden fra reformationen til enevældens indførelse førte Kronen en mere eller mindre målrettet linje gående ud på at samle flest mulige jorder på egen hånd i Nordøstsjælland, at oprette kongelige ladegårde til forsyning af hoffet, og at ændre vilkårene for bønderne således, at disse selv måtte være interesserede i god drift af deres ejendomme.
Ved reformationen overtog Kronen blandt andet de omfattende besiddelser i Nordøstsjælland, som tidligere tilhørte klostrene Esrum, Æbelholt, Slangerup og Knardrup samt Roskilde domkapitels omfattende, men spredte gods. Kronen havde derved samlet omfattende ejendom i denne landsdel, og denne tilstand blev siden fastholdt og forstærket: ved et stort mageskifte af 19. januar 1558 overdrog Frederik 2. Tølløse hovedgård med tilhørende bondegods på Vestsjælland til Peder Oxe mod til gengæld at få hovedgården Favrholm syd for Hillerød med tilliggende bondegods, og 1620 købte og byttede Christian 4. sig til store besiddelser lige vest for København, blandt andet sikrede han sig alle gårdene i Hvidovre ved et mageskifte med Universitetet.
De nye, samlede besiddelser blev udgangspunktet for en målrettet ladegårdsdrift. En ladegård var datidens benævnelse på en landbrugsbedrift, hvis eneste formål var at fremstille landbrugsvarer (modsat hoved- eller sædegårde, der tillige tjente som bolig for ejeren). Sådanne ladegårde fandtes allerede i Tårnby på Amager, vest for hovedstaden (Nyby ladegård) og nord for hovedstaden (Ibstrup, senere Jægersborg). Ved opførelsen af Rosenborg var der oprettet en ladegård, og nu blev der yderligere oprettet en ladegård lige uden for Københavns Vester Port, i forbindelse hermed blev landsbyen Solbjerg, der havde hørt til Vor Frue sogn, nedlagt og jorden lagt under den nye ladegård, hvis mark på mere end 600 td. land ager og eng i begyndelsen blev drevet ved hoveri af kronbønderne i de omliggende landsbyer. Den 12. marts 1622 blev det bestemt, at der fremover årligt skulle opstaldes 250 staldøksne på ladegården foruden 160 på Ibstrup ladegård og 80 på ladegården i Tårnby. Desuden anskaffedes 200 stykker malkekvæg fra Oldenborg, og der oprettedes et mejeri ved ladegården; endelig blev der igangsat opfedning af svin her som andetsteds på Sjælland og i Skåne. Der blev dyrket hør, dyrket byg til malt til brug i "Kongens Bryghus" samt fremstillet brændevin. Driften på den nye københavnske ladegård havde to formål, dels at forsyne hoffet, dels at sælge på det københavnske marked.
Sideløbende hermed blev der taget skridt til forbedring af kronbøndernes vilkår: ved en forordning af 23. oktober 1565 blev det fastslået, at på krongodset måtte enker blive siddende på fæstegården på livstid uden at skulle betale en ny fæsteafgift så længe, de svarede landgilde som vanligt; dog skulle i tilfælde af nyt ægteskab den nye ægtefælle betale indfæstningsafgift. 1623 indledtes tiltag for at afløse bøndernes pligt til at foretage ægter, det vil sige kørsel for lensmændene, mod at betale en fast, årlig pengeafgift, og i Københavns len gennemførtes en hoveriafløsning mod, at bønderne betalte en årlig ydelse på 6 rdlr. pr. gård, fra 20. juli 1625 5 rdlr. pr. gård. Endelig ved forordning af 27. november 1623 besluttede Christian 4. at give bønderne på krongodset i Københavns, Frederiksborg og Kronborg len kvit og frit ejendom til bygningerne på deres gårde. Set fra bøndernes side indebar disse tiltag, at de fra begyndelsen af 1600-tallet indtog en særstilling: de var blevet ejere af deres gårdbygninger (men ikke af jorden til driften), og alt andet lige måtte de være interesserede i at vedligeholde disse, da de enten kunne gå i arv eller sælges, at deres hoveri (men ikke landgilde) var blevet afløst af en årlig, fast pengeafgift, hvis tyngde beroede på de indtægter, de kunne opnå ved salg af gårdens overskud (hvilket hovedstadens nærhed gav visse udsigter til), og at enker sad tryggere i det end tidligere. Hvis de sparede op til overtagelsen af ejendommen, vedligeholdt bygningerne og drev landbruget ansvarsbevidst, så havde de udsigt til en tilværelse i tryghed og måske tilmed velstand forudsat, at de ikke blev ramt af ulykker i form af misvækst, kvægsygdom eller krigsbegivenheder.

#### Hovedgårdene
Ejendomsforholdene: Ved reformationen kom Kronen i besiddelse af kirkens hidtidige ejendomme. Dette ejendomsskifte indebar nærmest en fordobling af Kronens ejendomme: hvor Kronen således eksempelvis på Fyn havde ejet en fjerdedel af øens bondegårde, blev dette nu forøget med yderligere godt en fjerdedel, hvorved Kronens andel voksede til mere end halvdelen. Derimod forblev "sognegodset", det vil sige sognekirkernes gårde, præstegårdene og præsternes mensalgårde, som delvist selvstændige enheder. På Fyn udgjorde dette sognegods mellem 600 og 700 gårde svarende til knap en tiendedel. Kronens godsandel svandt dog atter ind på Fyn, idet Kronen her bortbyttede gårde mod andre gårde andetsteds i riget, blandt andet hele Kærstrup len (på Tåsinge) og Holme Klosters gods. Dertil kom, at Ærø i 1564 blev tildelt Hans den Yngre af Sønderjylland. Endnu ved reformationen udgjorde de fynske selvejerbønder henved en sjettedel af samtlige gårde, men deres andel blev omtrent halveret frem til 1600 til dels i forbindelse med Kronens ejendomshandler, hvor Kronens rettigheder i forhold til disse blev solgt til adelen. Andre selvejere opgav deres selvejendom og blev fæstere under Kronen, ofte i forbindelse med afgiftsfritagelse i en årrække.
Stordriften: Kendetegnende for driften af adelens herregårde var i denne tid dels en forøgelse af hovedgårdenes marker, blandt andet ved nedlæggelse af bøndergårde og undertiden hele landsbyer, dels forøget hoveri hvilket blev opnået ved at oprette et stort antal hoverigørende huse og ved at "egalisere" det vil sige ligestille gårdene i de enkelte landsbyer med hensyn til landgilde og hoveri, ligesom man søgte at samle godsejendommen inden for samme sogn, hvor godset lå, idet bønderne derved fik status af "ugedagstjenere", som var fritaget for skat til kronen på grund af deres hoveriydelser. Endelig synes hovedgårdene efter evne at have inddraget enge og skove, hvorved disse områder kom under hovedgårdenes styring. Som eksempel på de forandringer, der gennemførtes, kan nævnes tiltage foretaget af Johan Friis (1494-1570). Først samlede han efter evne hele Hesselager sogn (omkring 80 gårde) under Hesselagergård. 1527 opnåede han patronatsret til kirken, hvorved han fik ret til at udnævne præsten og oppebære kirkens indtægter mod at sikre dens vedligeholdelse. 1532 fik han sognet fritaget for kongelige skatter. 1539 opnåede han birkeret, retten til at udnævne en birkedommer og udskille Hesselager sogn som en egen retskreds. I 1544 fik han kongelig stadfæstelse på sine besiddelser og rettigheder omfattende hele Hesselager sogn: "intet undtaget alle vegne til markeskel er fornævnte Johan Friis enemærke og fri birk og ejendom". Som kronen på værket opførte han hovedbygningen Hesselagergård og egaliserede landsbyerne i sognet efter en ordning med hele og halve gårde. Samtidig nybyggede han herregården Borreby på Sjælland og nedlagde de andre gårde i landsbyen af samme navn og inddrog jorden under hovedgården.

#### Møller
Endnu efter reformationen spillede vandmøller en langt større rolle end vindmøller: af 194 møller på Fyn og Tåsinge var 172 vandmøller og 22 vindmøller; desuden forekom en enkelt hestemølle. De fleste var ganske små, 16 kaldes "kvakmøller" (skvatmøller) og yderligere 89 havde kun en enkelt kværn. Kun en enkelt, Bramstrup mølle, havde 3 kværne.
For møllernes vedkommende var det ikke så meget opførelser eller nedlæggelser, der prægede tiden, men snarere spørgsmålet om ejendomsretten. Møllerne udgjorde ofte en vigtig del af adelens godssamlinger og for at opnå størst mulig udbytte af dem fik godsejere og lensmænd undertiden gennemført mølletvang, det vil sig pålagt kronens bønder at søge til en bestemt mølle.

#### Fiskerlejer
I løbet af 1500-tallet og begyndelsen af 1600-tallet fremkom et antal nye bebyggelser, hvis indbyggere fortrinsvis – men ikke udelukkende – ernærede sig ved fiskeri, først og fremmest i Nordøstsjælland dels langs Øresundskysten, dels langs kysten ud mod Kattegat, desuden langs kyster ud mod Storebælt, dels på Fyn (blandt andre Nordenhuse, Bøsøre, Refsøre, Kogstved foruden spredte fiskerhuse i tilknytning til godser), dels på Langeland (Bagenkop, Sandhagen), og endelig i Vadehavet fra Skallingen og sydover. Antallet var ikke stort, men fremkomsten var markant. Foruden fiskeri begav beboerne sig af med fragtsejlads dels af egne varer, dels med varer fra de indlandske bønder, enten efter aftale med disse eller som et eget tiltag. I begyndelsen af 1600-tallet begyndte fiskeriet at svigte flere steder, en del af fiskerlejerne svandt ind, andre blev helt opgivet (således Sandhagen). Men som bebyggelsesform overlevede fiskerlejerne tilbagegangen.

#### Købstæder
Tiden fra omkring 1550 og frem til omkring 1800 var præget af merkantilismen, en tankegang gående ud på at sikre sig en gunstig handelsbalance, hvor værdien af udførslen oversteg værdien af indførslen og derved sikrede landet et overskud i penge, desuden at virke for oprettelsen af nye industrier og at fremme handelen ved monopoler, toldbeskyttelse og støtte til virksomheder og handelskompagnier, herunder ved at oprette virksomheder drevet for statens regning. Bag hele denne virksomhed stod målet: at styrke riget og statsmagten.
Det andet hensyn, der spillede en stor rolle i Kronens købstadspolitik, var forsvarsmæssige forhold. Flere fæstninger blev udtænkt, nogle bygget og – for at tilgodese rigets udvikling – tillige ofte forsynet med købstadsprivilegier til næringslivets fremme.
Fra reformationen frem til enevældens indførelse oprettede Christian 4. (eller i det mindste forsøgte at oprette) et antal nye købstæder:
- Kristianopel (Blekinge) 1600,[samtidig nedlagdes Avskær, Lykå og Elleholm]
- Ny-Varberg (Halland) 1613, [samtidig nedlagdes Gamleby og Nyby]
- Kristianstad (Skåne) 1615,
- Christianshavn (Amager) 1619,
- Sorø (Sjælland) 1638,
- Ballum (Sønderjylland) 1642,

Flere af disse var fæstningsbyer og anlagt først og fremmest af militærstrategiske årsager. Foruden de nævnte havde kronen flere andre projekter, således en omflytning af Bredsted i Sønderjylland omkring 1615. Derudover anlagdes nye købstæder i Norge og i Holsten.
Sideløbende forsøgte Christian 4. med ulige tiltag for at fremme købstædernes udvikling: tiltag efter tiltag blev sat i gang, fx nye kompagnier omkring 1620: 1619 Islandske Kompagni, 1620 Klædekompagniet, 1621 Østersøkompagniet og Guineakompagniet. Alle modtog de omfattende støtte fra statens side uden, at det hjalp stort.
Christian 4.s mange tiltag fik dog kun begrænset betydning for købstadsudviklingen. Ulige tilbageslag i form af krige, økonomiske kriser, brande, oversvømmelser og sygdomsepidemier bevirkede, at der alt i alt var tale om stagnerende samfund.

### Krige, kriser og epidemier (1625-1660)
Den fremgang, som landet oplevede i de første menneskealdre efter reformationen, vendte til en stadig mere alvorlig krise fra midten af 1620-erne. Baggrunden herfor var ikke mindst udenrigspolitikken, hvor landets inddragelse i Kejserkrigen (1627-1629), Torstenson-krigen (1643-1645) og sidst – og værst – Karl Gustav-krigene (1657-1660) påførte landet skader og ulykker af et ufatteligt omfang.
Allerede 1654-55 blev dele af landet ramt af pest, og under Karl Gustav-krigene ramtes landet af en ny bølge. Folk døde i tusindvis, utallige prøvede at flygte, og i et forsøg på at bekæmpe sygdommens spredning lod de polske hjælpetropper et stort antal gårde afbrænde. Virkningen af dette var, at ødegårde og øde tomter bredte sig overalt i landet. Utallige gårde var "ruineret". Særlig hårdt ramt var egnen omkring Kongeåen, men hele grænseområdet mellem Nørrejylland og Sønderjylland blev ramt: i Hygum Sogn døde 504 personer (77%), i Øster Løgum Sogn 232 (35%), i Næsbjerg-Øse sogn 186 (36%), i Grimstrup Sogn 168 (42%). Ved matriklen 1662 var af bondegårdene i Malt herred, Slaugs herred og Tørrild herred mere end halvdelen øde, i Anst herred, Jerlev herred og Nørvang herred mere end 40%. Nok lykkedes det i årene efter krigen at få genbesat og genopbygget mange af de øde gårde og steder med folk fra Jyllands nordvestlige dele, men ødegårdsfænomenet lod sig mærke i årtier. Endnu i 1687 var omkring 12% eller hver ottende gård endnu øde. Også købstæder blev hårdt ramt af pesten, især Ribe, Varde, Fredericia, Vejle, Horsens, Kolding og Åbenrå. Det er beregnet, at omkring en sjettedel (14-17%) af alle kongerigets indbyggere (omkring 110-120.000 af i alt omkring 800.000 indbyggere) døde under krigen.
Det var således på et uheldigt tidspunkt, at Frederik 3. grundlagde to nye fæstninger og købstæder:
- Fredericia (Nørrejylland) 1650,
- Hals (Nørrejylland) 1654.

Baggrunden for disse var den ændrede tilstand efter Torstenson-krigen. Ved freden i 1645 havde Danmark-Norge måttet afstå Halland for en 15-årig periode. Dermed var den faste landforbindelse mellem Skåne i syd og Norge i nord blevet afbrudt. Hvor sejladsen mellem de to kongeriger tidligere havde kunnet ske langs den hallandske kyst, var danske skibe nu henvist til at sejle langs den jyske østkyst indtil Fladstrand og derfra den korteste rute over Kattegat til Marstrand, hvorfra sejladsen videre nordover atter kunne ske langs en kyst på den danske konges hænder. Hals blev oprettet dels for – sammen med Marstrand – at kunne kontrollere (så vidt muligt) farvandet på dette strategisk vigtige sted (og dermed tillige sikre, at Sverige – trods besættelsen af Halland – alligevel ikke havde fri adgang til verdenshavet mod vest), dels at beskytte indsejlingen til Limfjorden, lige som stedet var velbeliggende for et toldsted for hele Limfjordsområdet. Fredericia lå på det vigtige sted Bersodde, hvor muligheden for at beskytte overfarten mellem Fyn og Jylland fra et eventuelt svensk angreb over Kattegat var bedst. Begge steder fik tillige tildelt købstadsrettigheder.

## Enevælden indtil landboreformerne (1660-1780)
Bebyggelsesmønsteret i Danmark fra enevældens indførelse til landboreformerne var kendetegnet ved, at den overvejende del af befolkningen boede i landdistrikterne, og af disse var den største del landbrugere (bønder, husmænd, inderster eller tjenestefolk hos disse eller på godser og herregårde). Det skønnes, at købstædernes befolkning udgjorde omkring 24% af den samlede befolkning i 1672, i 1769 20%, i 1787 21% og i 1801 ligeledes 21%. Skønt forholdet mellem land og by ikke blev mærkbart ændret, skete der visse forskydninger mellem de ulige landsdele og mellem hovedstaden og provinsbyerne. Størst var hovedstadens vækst (ca. 143%), fulgt af købstæderne på Fyn og Langeland samt i Østjylland (57-58%), så Bornholm (28%), øvrige Sjælland og Møn samt Nordjylland (16%), lavest var væksten på Lolland-Falster og i Vestjylland (8-9%). Muligvis er købstadsbefolkningens størrelse 1672 noget overvurderet. Af landbefolkningen har fiskerlejers, møllers og herregårdes befolkning højst udgjort nogle få procent tilsammen.
Det er opgjort, at der i 1682 fandtes 58.174 bondegårde fordelt på 5.087 landsbyer i de kongerigske dele, stort set fordelt over hele landet; kun på Bornholm og på Læsø fandtes der ingen egentlige landsbyer. Hertil kom stedvise indslag af enestegårde, fortrinsvis i Vendsyssel, Himmerland, vestjyske klit- og hedesogne samt på øerne i egne med stærkt bakkede landskabsforhold, og i skovegne (Syd- og Vestfyn, Nordøstsjælland, spredt ud over Midt- og Sydsjælland).
Spredt mellem landsbyerne, undertiden i umiddelbar tilknytning til disse, undertiden for sig selv, lå bebyggelsesindslag med andre formål end landbrug:
- vandmøller og vindmøller (stubmøller)
- fabrikker i tilknytning til vandløb
- landevejskroer og færgegårde.

Ved kysterne lå bebyggelses, hvis virksomhed fortrinsvis (omend sjældent alene) rettede sig mod havet: dels fiskerlejer, dels ladepladser og skipperbyer. Afgrænsningen af disse indbyrdes er noget uklar. Det er kendetegnende for forholdene fra reformationen til midten af 1700-tallet, at kun få steder udtrykkeligt benævnes som "fiskerleje" eller "fiskerhuse", ligesom der ofte fandtes en eller flere landbrugsejendomme i disse kystbebyggelser. Tilsvarende vil man nærmest forgæves søge efter steder, der blev betegnede som "ladepladser" eller "skipperbyer", idet sejlads endnu i 1600-tallet ofte var en binæring for fiskere og landbrugere snarere end en egen næringsvej.
| Oversigt over bebyggelser i landsognene omkring 1682 | Oversigt over bebyggelser i landsognene omkring 1682 | Oversigt over bebyggelser i landsognene omkring 1682 | Oversigt over bebyggelser i landsognene omkring 1682 | Oversigt over bebyggelser i landsognene omkring 1682 | Oversigt over bebyggelser i landsognene omkring 1682 | Oversigt over bebyggelser i landsognene omkring 1682 | Oversigt over bebyggelser i landsognene omkring 1682 | Oversigt over bebyggelser i landsognene omkring 1682 | Oversigt over bebyggelser i landsognene omkring 1682 |
| Amt                                                  | Hoved- og ladegårde                                  | Landsbyer                                            | Enestegårde                                          | Fiskerlejer                                          | Vind- og vandmøller                                  | Færgegårde                                           | Landevejskroer                                       | Ladepladser, skipperbyer o.lign                      | I alt                                                |
| ---------------------------------------------------- | ---------------------------------------------------- | ---------------------------------------------------- | ---------------------------------------------------- | ---------------------------------------------------- | ---------------------------------------------------- | ---------------------------------------------------- | ---------------------------------------------------- | ---------------------------------------------------- | ---------------------------------------------------- |
| København amt                                        | 10                                                   | 107                                                  |                                                      | 3                                                    | 5                                                    | -                                                    | -                                                    | -                                                    |                                                      |
| Hørsholm amt                                         | 2                                                    | 31                                                   |                                                      | 2                                                    | 3                                                    | -                                                    | -                                                    | -                                                    |                                                      |
| Frederiksborg amt                                    | 1                                                    | 75                                                   |                                                      | 1                                                    | 7                                                    | -                                                    | -                                                    | -                                                    |                                                      |
| Kronborg amt                                         | 2                                                    | 83                                                   |                                                      | 9                                                    | 6                                                    | -                                                    | -                                                    | -                                                    |                                                      |
| Roskilde amt                                         | 16                                                   | 126                                                  |                                                      | -                                                    | 18                                                   | -                                                    | -                                                    | -                                                    |                                                      |
| Jægerspris amt                                       | 5                                                    | 24                                                   |                                                      | -                                                    | 4                                                    | -                                                    | -                                                    | -                                                    |                                                      |
| Ringsted amt                                         | 9                                                    | 65                                                   |                                                      | -                                                    | 6                                                    | -                                                    | -                                                    | -                                                    |                                                      |
| Sorø amt                                             | 4                                                    | 42                                                   |                                                      | -                                                    | 3                                                    | -                                                    | -                                                    | -                                                    |                                                      |
| Antvorskov amt                                       | 6                                                    | 73                                                   |                                                      | -                                                    | 5                                                    | -                                                    | -                                                    | -                                                    |                                                      |
| Korsør amt                                           | 16                                                   | 88                                                   |                                                      | -                                                    | 1                                                    | -                                                    | -                                                    | -                                                    |                                                      |
| Kalundborg amt                                       | 4                                                    | 66                                                   |                                                      | -                                                    | 5                                                    | -                                                    | -                                                    | -                                                    |                                                      |
| Dragsholm amt                                        | 4                                                    | 76                                                   |                                                      | -                                                    | 6                                                    | -                                                    | -                                                    | -                                                    |                                                      |
| Sæbygårds amt                                        | 9                                                    | 63                                                   |                                                      | -                                                    | 1                                                    | -                                                    | -                                                    | -                                                    |                                                      |
| Holbæk amt                                           | 19                                                   | 126                                                  |                                                      | -                                                    | 12                                                   | -                                                    | -                                                    | -                                                    |                                                      |
| Tryggevælde amt                                      | 21                                                   | 129                                                  |                                                      | -                                                    | 9                                                    | -                                                    | -                                                    | -                                                    |                                                      |
| Vordingborg amt                                      | 20                                                   | 166                                                  |                                                      | -                                                    | 20                                                   | 2                                                    | 1                                                    | -                                                    |                                                      |
| Møns land                                            | 2                                                    | 48                                                   |                                                      | -                                                    | -                                                    | 2                                                    | -                                                    | -                                                    |                                                      |
| Nyborg amt                                           | 57                                                   | 211                                                  |                                                      | 2                                                    | 53                                                   | -                                                    | 1                                                    | -                                                    |                                                      |
| Odensegård amt                                       | 29                                                   | 147                                                  |                                                      | -                                                    | 17                                                   | -                                                    | -                                                    | 1                                                    |                                                      |
| Rugårds amt                                          | 9                                                    | 70                                                   |                                                      | -                                                    | 16                                                   | -                                                    | -                                                    | -                                                    |                                                      |
| Assens amt                                           | 11                                                   | 68                                                   |                                                      | -                                                    | 8                                                    | -                                                    | -                                                    | -                                                    |                                                      |
| Hindsgavls amt                                       | 10                                                   | 70                                                   |                                                      | -                                                    | 12                                                   | -                                                    | -                                                    | -                                                    |                                                      |
| Tranekjær amt                                        | 17                                                   | 64                                                   |                                                      | 1                                                    | 1                                                    | -                                                    | -                                                    | -                                                    |                                                      |
| Nykøbing amt                                         | 4                                                    | 107                                                  |                                                      | -                                                    | -                                                    | 2                                                    | -                                                    | -                                                    |                                                      |
| Halsted Klosters amt                                 | 14                                                   | 122                                                  |                                                      | 1                                                    | 1                                                    | -                                                    | -                                                    | -                                                    |                                                      |
| Ålholms amt                                          | 23                                                   | 116                                                  |                                                      | -                                                    | 4                                                    | -                                                    | -                                                    | -                                                    |                                                      |
| Riberhus amt                                         | 20                                                   | 175                                                  |                                                      | -                                                    | 15                                                   | -                                                    | -                                                    | -                                                    |                                                      |
| Koldinghus amt                                       | 26                                                   | 230                                                  |                                                      | -                                                    | 28                                                   | 1                                                    | -                                                    | -                                                    |                                                      |
| Lundenæs amt                                         | 23                                                   | 204                                                  |                                                      | -                                                    | 21                                                   | -                                                    | -                                                    | -                                                    |                                                      |
| Bøvling amt                                          | 34                                                   | 158                                                  |                                                      | 2                                                    | 23                                                   | -                                                    | -                                                    | 1                                                    |                                                      |
| Havreballegårds amt                                  | 7                                                    | 78                                                   |                                                      | -                                                    | 11                                                   | -                                                    | -                                                    | -                                                    |                                                      |
| Stjernholms amt                                      | 13                                                   | 91                                                   |                                                      | -                                                    | 23                                                   | -                                                    | -                                                    | -                                                    |                                                      |
| Kalø amt                                             | 32                                                   | 221                                                  |                                                      | -                                                    | 39                                                   | -                                                    | -                                                    | -                                                    |                                                      |
| Skanderborg amt                                      | 15                                                   | 164                                                  |                                                      | -                                                    | 34                                                   | -                                                    | -                                                    | -                                                    |                                                      |
| Åkær amt                                             | 4                                                    | 47                                                   |                                                      | -                                                    | 9                                                    | -                                                    | -                                                    | -                                                    |                                                      |
| Dronningborg amt                                     | 32                                                   | 194                                                  |                                                      | -                                                    | 44                                                   | 2                                                    | -                                                    | -                                                    |                                                      |
| Mariager Klosters amt                                | 6                                                    | 40                                                   |                                                      | -                                                    | 5                                                    | 1                                                    | -                                                    | -                                                    |                                                      |
| Silkeborg amt                                        | 13                                                   | 110                                                  |                                                      | -                                                    | 26                                                   | -                                                    | 1                                                    | -                                                    |                                                      |
| Skivehus amt                                         | 15                                                   | 110                                                  |                                                      | -                                                    | 18                                                   | -                                                    | -                                                    | -                                                    |                                                      |
| Halds amt                                            | 23                                                   | 146                                                  |                                                      | -                                                    | 49                                                   | 1                                                    | 1                                                    | -                                                    |                                                      |
| Ålborghus amt                                        | 35                                                   | 232                                                  |                                                      | 1                                                    | 51                                                   | -                                                    | -                                                    | -                                                    |                                                      |
| Åstrup, Børglum og Sejlstrup amter                   | 72                                                   | 330                                                  |                                                      | 25                                                   | 157                                                  | 1                                                    | -                                                    | -                                                    |                                                      |
| Dueholm, Ørum og Vestervig amter                     | 36                                                   | 205                                                  |                                                      | 5                                                    | 58                                                   | 2                                                    | -                                                    | -                                                    |                                                      |
| I alt                                                | 731                                                  |                                                      |                                                      | 52                                                   | 834                                                  | 14                                                   | 4                                                    | 2                                                    |                                                      |

Kilde: Henrik Pedersen: De danske Landbrug, fremstillet paa Grundlag af Forarbejderne til Christian V.s Matrikel 1688. (København 1929). Bemærk, at antallet af bebyggelsesenheder ikke umiddelbart modsvarer antal husstande. I tilknytning til hoved- og ladegårde findes således 168 huse med og uden jord. For bondegårdenes vedkommende kan det fastslås, at der i flere tilfælde fandtes 2 eller flere husstande/brugere på gården, især i Jylland. En del færgegårde og landevejskroer lå i landsbyer og er ikke skilt ud.

### Den ældre enevælde (1660-1720)

#### Krongodserne
Krongodssalg: Karl Gustav-krigene indebar, at Kronen ved krigens afslutning havde en samlet statsgæld på omkring 5 mio. rdl. Dertil kom, at henved en sjettedel af krongodset var blevet pantsat på de for panthaverne forholdsvis gunstige vilkår, at indtægterne fra godset – bøndernes landgilde – skulle udgøre forrentningen af lånet, og – hvis dette ikke var nok til at udgøre 6% p.a. af lånets hovedstol – skulle restbeløbet tillægges denne.
For at afvikle pantsætninger og lån blev det på stændermødet den 17. september 1660 foreslået, at Kronen skulle sælge det pantsatte gods til højestbydende uanset dennes standstilhørsforhold.
Dette indebar, at også ikke-adelige kunne købe og det blev yderligere bestemt, at de solgte ejendomme blev afstået med alle de rettigheder "som under Adelens Hovedgaarde og Bøndergods bør at følge" og det uanset, om køber var borgerlig eller adelig, dansker eller udlænding.
Salgene skete på den betingelse, at for at en panthaver kunne købe sit gods, skulle han samtidig forpligte sig til at købe ekstra krongods til en fast pris, nemlig 50 rigsdaler pr. tønde hartkorn.
Ved disse salg lykkedes det i årene efter 1660 Kronen at få så mange penge ind, at man kunne indløse størstedelen af pantegodset omkring hovedstaden men på bekostning af store dele af krongodset i Jylland.
Ved freden i København 1660 havde Danmark måttet give den svenske krone erstatning i form af adelsgods i Skåne for det tab, som Sverige havde lidt ved, at bornholmerne i 1659 havde gjort oprør mod den svenske besættelsesmagt og bragt øen tilbage under den danske krone. De danske adelsmænd, der havde måttet afstå dette gods i Skåne, skulle have dette erstattet med krongods i Danmark og med ret til at oprette så mange hovedgårde, som det ville. Der blev derved oprettet 11 nye hovedgårde på gammelt krongods, hvis fæstebønder derved blev hoveripligtige.
Ved denne omfattende omfordeling af landets jordegods mindskedes krongodset med henved 45%: fra at have udgjort omkring halvdelen i 1660 til kun godt en fjerdedel (omkring 27%) af landets samlede jordegods i 1688.
Ryttergodserne oprettes: Skønt Skåne, Halland og Blekinge formelt var blevet afståede ved fredsaftalen, var de på ingen måde blevet opgivet. I erkendelse af, at generobringen af det tabte krævede et bedre militær end man hidtil havde haft tog Christian 5. som et af sine første tiltag efter tronbestigelsen 1670 skridt til at indføre et nationalt rytteri efter svensk forbillede. For at iværksætte denne plan nedsatte kongen nogle kommissioner, der skulle besigtige krongodset og udpege gårde, der kunne danne underlag for det nye rytteri. Hver rytter skulle underholdes ved hjælp af en enhed på 8 tdr. hartkorn, bestående af en eller flere gårde. På Sjælland udpegedes til et regiment på 8 kompagnier i alt 1089 gårde med tilsammen 8712 tdr. hartkorn, fortrinsvis i Vestsjælland og Hornsherred, men enkelte tillige i Sydsjælland. Efter den mislykkede Skånske krig 1675-1679 kastede man sig ud i en omordning, der blandt andet betød, at det ikke var bønderne selv, der indgik i rytteriet, men derimod professionelle ryttersoldater. I nogle tilfælde blev de 6 fag hus med skorsten indrettet i en af gårdens længer, men i andre tilfælde blev der i stedet nybygget rytterhuse på gårdens jord, idet materialerne hertil blev tilvejebragt af rytterregimentet. De landsbyer, der indgik i ryttergodset, fik således et tillæg af nybyggede huse.

#### Hovedgårdene
Enevælden ændrede snart vilkårene for hovedgårdenes drift. Allerede ved salget af krongodset var åbnet mulighed for at give køberne de samme rettigheder som hovedgårdene hidtil havde haft. 1682 blev det forbudt at inddrage bøndergårde under hovedgårdenes drift. Samtidig blev skattefriheden indskrænket til "komplette" hovedgårde, det vil sige hovedgårde med mindst 200 tdr. htk. bøndergods (svarende til 30-40 bøndergårde) inden for en afstand af 2 mil fra gården. Dermed mistede mange tidligere hovedgårde skattefriheden og genvandt den ikke siden. Med Christian V.s greve- og friherreprivilegier fra 1671 og Danske Lov fra 1683 blev det tilladt at oprette stamhuse med mindst 400 tdr.htk. Stamhuse med 1000 og 2500 tdr. htk. kunne oprettes til henholdsvis baronier og grevskaber, der fik skattefrihed for 100 henholdsvis 300 tdr. htk. bøndergods; i alt oprettedes 32 grevskaber og baronier.

#### Ladepladser
Den 8 august 1665 fremsendte strandliggerne på Hanstholm og Klitmøller en ansøgning til kongen om tilladelse til at vedblive med at sejle til Norge med korn og mel for Thisteds borgere eller for sig selv således, som de havde gjort fra arild af. Denne skibsfart var da blevet forbudt dem af borgmester Peder Justesen i Thisted af frygt for, at de skulle forsøge at unddrage sig erlæggelse af told. Ved kongelig bevilling af 24. september 1666 fik ansøgerne tilladelsen, og ved plakat af 4. september 1680 gaves der atter beboerne i Klitmøller, i Blokhuset og ved Tornby Strand tilladelse til at udføre korn til Norge og indføre trælast der fra mod at erlægge told. For de omtalte steders vedkommende samt for steder som Thorup Strand, Klim, Slettestrand, Furreby, Skallerup og Kjul havde denne vareudveksling allerede foregået i længere tid uden bevilling og uden, at der øjensynlig var gjort indsigelser imod den. Hvor thyboerne selv sejlede til Norge med deres skuder, synes det indtil 1680 at være norske skuder, der kom til Vendsyssel – mestendels hjemmehørende i Nedenæs Len (Arendal-egnen). Omkring 1678 oprettedes skudehandelspladsen Løkken i Furreby sogn. I begyndelsen synes der kun at have været et par huse, kort efter endnu et, men i 1682 var der allerede 5 huse, og det fremgår at disse fortrinsvis levede af sandskudefarten på Norge; 1715 var antallet af huse i Løkken vokset til 15, alle jordløse og indtil da tilhørende Kronen men dette år solgt ved en auktion.

#### Købstæder
Kun få nye købstæder oprettedes under den ældre enevælde:
- Frederikssund på Sjælland i 1665 og
- Frederiksort i Sønderjylland i årene 1663-67.

Frederikssund udviklede sig som en slags ladeplads for købstaden Slangerup men satte med tiden denne i skyggen.
Dertil kom fæstningsanlægget i Fladstrand. Dettes oprettelse synes til dels at være sket i lyset af freden i København 1660, hvor Danmark måtte afstå ikke blot Skånelandene men tillige Bohuslen med Marstrand. Derved forøgedes behovet for et udskibningssted så nordligt i Jylland som muligt, og havnen ved Fladstrand var efter forholdene en af de bedste muligheder, der fandtes. Stedet kunne således tjene såvel handelsmæssige som forsvarsmæssige hensyn, men af disse synes sidstnævnte i begyndelsen at have vejet tungest.
Atter igen efter enevældens indførelse forsøgte man sig med oprettelse af handelskompagnier for fjernhandelen: 1662 Islandsk Kompagni, 1670 Ostindisk Kompagni, 1671 Vestindisk Kompagni, 1672 Guinesisk Selskab. Desuden forsøgte man at ophjælpe industriel virksomhed, blandt andet tobaksspinderier. Man indkaldte fremmede håndværkere ved forordninger i 1671, 1681, 1682, 1688, 1698, og 1705. Ved købstadsforordningen af 1682 blev der givet København og 25 steder eneret på udenrigshandel, men allerede 1689 måtte ordningen atter opgives. Adskillige købstæder havde forholdsvis mange landbrugere, skønt dette ikke skulle være deres hovednæringsvej. I Rentekammeret, der havde en central rolle i de mange tiltag, formuleredes 1685 erfaringen: "Det er ikke venteligt, at købstæderne skal rejse sig, så længe bonden ikke er ved magt". Ganske vist fik købstæderne et vist indslag af fremmede, men nogen blomstrende fremgang for næringslivet skete ikke.

### 1700-tallet (1720-1770)
Ejendomsforholdene: Det er opgjort, at kongerigets samlede hartkorn i 1766 udgjorde omkring 385.000 Tdr, i hovedtræk fordelt således:
- 7.963 Tdr. tilhørte bornholmske arvefæstere under Kronen,
- 35.000 Tdr. var krongods,
- 4.700 Tdr. hørte under købstæderne,
- 8.500 Tdr. hørte under præstegårde og degneboliger,
- 4.200 Tdr. var selvejere eller hørte under andre folk uden for bondestanden,
- 206 Tdr. hørte under selvejermøller,
- 30 Tdr. hørte under selvejerkroer, og
- 324.401 Tdr. hørte under hovedgårde med tilliggender.

Det vil sige, at knap 85% var hovedgårdsjord, godt 11% tilhørte kronen, 1,2% hørte under købstæderne, 1,1% var selvejere og 2,2% tilhørte kirken (præstegårde med videre).

#### Krongodserne
Ryttergodset: Gennem godshandler og mageskifter var Kronens gods, omkring 1731 i alt henved 68.000 tdr. htk, blevet samlet i nogenlunde afrundede områder, hvis beliggenhed og størrelse var tilpasset at de skulle tjene til underlag for hver et af hærens i alt 12 rytterregimenter: i Jylland Dronningborg, Skanderborg og Kolding rytterdistrikter, et rytterdistrikt på Fyn, på Lolland og på Falster, og på Sjælland Kronborg, Frederiksborg, København, Antvorskov, Tryggevælde og Vordingborg rytterdistrikter.
Krongodserne fik aldrig den betydning, man havde håbet, hverken for landets militære styrke eller som indkomstkilde for Kronen, men i een henseende fik de uforglemmelig betydning: her startede folkeskolen. Allerede i Danske Lov fra 1683 havde enevælden udtrykt sin forhåbning om, at forældre og præster opdrog børnene til kristendom, og ved en bestemmelse i fattigforordningen 1708 blev dette fulgt op med en bestemmelse om, at degnen skulle sørge for fattige børns undervisning, fordi deres forældre ikke selv havde råd. I årene 1721-1727 fulgte Frederik 4. dette op med oprettelsen af 240 rytterskoler opført i de 12 rytterdistrikter. I reskript af 7. december 1721 blev amtmand i Københavns Rytterdistrikt Iver Rosenkrantz instrueret om, at kongen havde besluttet at bygge 10-25 skoler i hvert rytterdistrikt med 280 tdr. hartkorn til hver. I Københavns Rytterdistrikt blev således bygget i alt 19 skoler: Valby, Hvidovre, Brønshøj, Gladsaxe, Gentofte, Hvidøre, Lyngby, Lille Værløse, Måløv, Ballerup, Ledøje, Herstedøster, Herstedvester, Hvessinge, Brøndbyøster, Brøndbyvester, Farum, Slagslunde og Gandløse. Der blev bygget 5 om året i hvert af årene 1722, 1723 og 1724 og 4 i 1725. Derved kom undervisningen ind i langt fastere rammer, end det hidtil havde været tilfældet, og kongens tiltag blev også fulgt op af en del godsejere. Da indførelsen af konfirmationen i 1736 viste, at dette ikke var tilstrækkeligt, udstedes en forordning af 23. januar 1739, hvorved Christian 6. bekendtgjorde indførelse af almindelig undervisningspligt omfattende kristendomsundervisning og læsning, hvorimod forældrene selv måtte betale for undervisning i skrivning og regning. På grund af en omfattende modvilje fra de stedlige mod at betale de tilknyttede omkostninger til skoler, bøger og lærerlønninger måtte dette fremsynede tiltag dog tilbagekaldes igen i 1740.

#### Fiskerlejer
Blandt sogne med fiskeri i Hjørring amt 1735 nævnes Fladstrand, Skagen og Råbjerg sogne, hvor fiskeri af flynder, torsk og kuller forekom, desuden nævnes at i "Tversted, Aasdahl, Thorenby, Wennebjerg, Maarup og Rubjerg Sogne haves nogle faa Fiskerbaade, hvormed udtages paa Havet og fiskes med Kroge nogle smaa Torsk og Kuller".

#### Ladepladser
Omkring 1735 var den nordvestjyske skudefart i fuld gang. Tolderen i Hjørring vurderede, at smør, ost, flæsk, kød, vadmel, lærred, tællig, voks, huder, skind, mjød, brændevin og deslige blev udført til Norge med sandskuder, mens tømmer og jern udgjorde den vigtigste last fra Norge tilbage til Nordvestjylland. Herredsfogeden for Thy oplyste at "Klitmøller for den store Nogoce, som der er, tiltager Aar fra Aar og med Folk bliver formeret, da endog paa denne Tid findes 68 baade smaa og store Husholdninger og 11 Sandskuder; lige Beskaffenhed har det med Vixøe, hvor de foruden stor Seilads, som der forefalder af de saakaldede Skuder fra Nedenæs Lehn og andre Stæder i Norge, endog haver selv 2de Skuder, som alt ved min hafte Omreise er opskrevet og erfaret". Ifølge end indberetning fra 1741 fra amtmanden fandtes da i Thy 20 sandskuder, hvoraf kun få på enkelte hænder, de fleste ejedes af interessentskaber på indtil 5 medlemmer, især fra Klitmøllers omegn.

#### Købstæder
Antallet af købstæder var lille, og de fleste af disse forblev meget små gennem hele 1700-tallet; Endnu i 1801 havde de fleste danske købstæder og flækker kun nogle få hundrede indbyggere. Kendetegnende var det, at de største købstæder lå i Sønderjylland og Holsten.
| Oversigt over Købstædernes indbyggertal indtil 1801 | Oversigt over Købstædernes indbyggertal indtil 1801 | Oversigt over Købstædernes indbyggertal indtil 1801 | Oversigt over Købstædernes indbyggertal indtil 1801 | Oversigt over Købstædernes indbyggertal indtil 1801 | Oversigt over Købstædernes indbyggertal indtil 1801 | Oversigt over Købstædernes indbyggertal indtil 1801 | Oversigt over Købstædernes indbyggertal indtil 1801 | Oversigt over Købstædernes indbyggertal indtil 1801 | Oversigt over Købstædernes indbyggertal indtil 1801 |
| Købstad                                             | 1672                                                | 1769                                                | 1787                                                | 1801                                                | Købstad                                             | 1672                                                | 1769                                                | 1787                                                | 1801                                                |
| --------------------------------------------------- | --------------------------------------------------- | --------------------------------------------------- | --------------------------------------------------- | --------------------------------------------------- | --------------------------------------------------- | --------------------------------------------------- | --------------------------------------------------- | --------------------------------------------------- | --------------------------------------------------- |
| Allinge                                             | -                                                   | 303                                                 | 338                                                 | 337                                                 | Odense                                              | 3.808                                               | 5.464                                               | 5.363                                               | 5.782                                               |
| Assens                                              | 1.084                                               | 1.139                                               | 1.356                                               | 1.443                                               | Præstø                                              | 435                                                 | 385                                                 | 402                                                 | 480                                                 |
| Bogense                                             | 438                                                 | 430                                                 | 552                                                 | 760                                                 | Randers                                             | 2.036                                               | 2.901                                               | 3.645                                               | 4.562                                               |
| Ebeltoft                                            | 817                                                 | 563                                                 | 591                                                 | 598                                                 | Ribe                                                | 1.939                                               | 2.130                                               | 2.587                                               | 1.994                                               |
| Fredericia                                          | 1.591                                               | 2.813                                               | 3.066                                               | 3.474                                               | Ringkøbing                                          | 623                                                 | 508                                                 | 465                                                 | 771                                                 |
| Frederikssund                                       | -                                                   | 216                                                 | 190                                                 | 262                                                 | Ringsted                                            | 700                                                 | 705                                                 | 730                                                 | 817                                                 |
| Fåborg                                              | 841                                                 | 1.136                                               | 977                                                 | 1.061                                               | Roskilde                                            | 2.196                                               | 1.711                                               | 1.871                                               | 1.768                                               |
| Grenå                                               | 453                                                 | 704                                                 | 686                                                 | 760                                                 | Rudkøbing                                           | 478                                                 | 814                                                 | 925                                                 | 1.141                                               |
| Haderslev                                           | -                                                   | 3.141                                               | -                                                   | 3.635                                               | Rødby                                               | -                                                   | 650                                                 | 725                                                 | 776                                                 |
| Hasle                                               | -                                                   | 435                                                 | 440                                                 | 513                                                 | Rønne                                               | -                                                   | 2.058                                               | 2.130                                               | 2.436                                               |
| Helsingør                                           | 4.033                                               | 3.669                                               | 4.829                                               | 5.282                                               | Sakskøbing                                          | 272                                                 | 424                                                 | 533                                                 | 549                                                 |
| Hillerød                                            | 958                                                 | 1.114                                               | 1.204                                               | 1.214                                               | Sandvig                                             | -                                                   | 218                                                 | 207                                                 | 248                                                 |
| Hjørring                                            | 782                                                 | 598                                                 | 463                                                 | 744                                                 | Skagen                                              | 1.004                                               | 704                                                 | 715                                                 | 834                                                 |
| Hobro                                               | 343                                                 | 492                                                 | 465                                                 | 488                                                 | Skanderborg                                         | -                                                   | 566                                                 | 573                                                 | 488                                                 |
| Holbæk                                              | 879                                                 | 1.223                                               | 1.159                                               | 1.332                                               | Skive                                               | 529                                                 | 438                                                 | 477                                                 | 520                                                 |
| Holstebro                                           | 500                                                 | 688                                                 | 676                                                 | 853                                                 | Skælskør                                            | 617                                                 | 592                                                 | 501                                                 | 567                                                 |
| Horsens                                             | 1.516                                               | 2.738                                               | 2.221                                               | 2.396                                               | Slagelse                                            | 1.832                                               | 1.379                                               | 1.722                                               | 1.732                                               |
| Kalundborg                                          | 1.058                                               | 1.337                                               | 1.375                                               | 1.322                                               | Slangerup                                           | 513                                                 | 414                                                 | 311                                                 | 336                                                 |
| Kerteminde                                          | 642                                                 | 706                                                 | 711                                                 | 1.045                                               | Sorø                                                | 528                                                 | 532                                                 | 509                                                 | 592                                                 |
| Kolding                                             | 1.094                                               | 1.510                                               | 1.659                                               | 1.672                                               | Stege                                               | 656                                                 | 798                                                 | 829                                                 | 917                                                 |
| Korsør                                              | 826                                                 | 1.357                                               | 1.269                                               | 1.219                                               | Store Heddinge                                      | 362                                                 | 514                                                 | 565                                                 | 576                                                 |
| København                                           | 41.500                                              | 70.514                                              | 90.032                                              | 100.975                                             | Stubbekøbing                                        | 511                                                 | 488                                                 | 467                                                 | 467                                                 |
| Køge                                                | 1.643                                               | 1.400                                               | 1.366                                               | 1.527                                               | Svaneke                                             | -                                                   | 562                                                 | 602                                                 | 663                                                 |
| Lemvig                                              | 450                                                 | 320                                                 | 374                                                 | 375                                                 | Svendborg                                           | 1.009                                               | 1.815                                               | 2.025                                               | 1.942                                               |
| Mariager                                            | 370                                                 | 402                                                 | 393                                                 | 414                                                 | Sæby                                                | 670                                                 | 487                                                 | 504                                                 | 517                                                 |
| Maribo                                              | 444                                                 | 506                                                 | 660                                                 | 686                                                 | Sønderborg                                          | -                                                   | 2.692                                               | -                                                   | 2.761                                               |
| Marstal                                             | -                                                   | 760                                                 | 925                                                 | 1.449                                               | Thisted                                             | 1.000                                               | 815                                                 | 910                                                 | 1.068                                               |
| Middelfart                                          | 756                                                 | 736                                                 | 651                                                 | 1.019                                               | Tønder                                              | -                                                   | 2.584                                               | -                                                   | 2.579                                               |
| Nakskov                                             | 1.920                                               | 1.287                                               | 1.375                                               | 1.671                                               | Varde                                               | 569                                                 | 690                                                 | 811                                                 | 1.020                                               |
| Neksø                                               | -                                                   | 1.173                                               | 1.168                                               | 1.274                                               | Vejle                                               | 712                                                 | 957                                                 | 843                                                 | 1.310                                               |
| Nibe                                                | -                                                   | 1.029                                               | 1.001                                               | 1.044                                               | Viborg                                              | 2.704                                               | 2.221                                               | 2.572                                               | 2.379                                               |
| Nyborg                                              | 1.160                                               | 1.637                                               | 1.672                                               | 1.866                                               | Vordingborg                                         | 736                                                 | 802                                                 | 960                                                 | 931                                                 |
| Nykøbing Falster                                    | 861                                                 | 1.039                                               | 1.075                                               | 1.079                                               | Ærøskøbing                                          | -                                                   | 1.138                                               | 1.225                                               | 1.291                                               |
| Nykøbing Mors                                       | 343                                                 | 555                                                 | 531                                                 | 651                                                 | Åbenrå                                              | -                                                   | 2.701                                               | -                                                   | 2.834                                               |
| Nykøbing Sjælland                                   | 463                                                 | 500                                                 | 532                                                 | 615                                                 | Åkirkeby                                            | -                                                   | 361                                                 | 432                                                 | 455                                                 |
| Nysted                                              | 691                                                 | 489                                                 | 627                                                 | 690                                                 | Ålborg                                              | 4.181                                               | 4.425                                               | 4.866                                               | 5.579                                               |
| Næstved                                             | 1.853                                               | 1.404                                               | 1.501                                               | 1.785                                               | Århus                                               | 3.474                                               | 3.837                                               | 4.052                                               | 4.102                                               |

Kilder: Degn (1987) tabel 1; folketællingerne 1769, 1787 og 1801 ifølge de trykte udfald. Købstæder med mere oprettede mellem 1600 og 1801 er vist med kursiv.
Efter den unge enevældes tiltag for oprettelsen af blandede fæstningsanlæg og købstæder gik der mere end et halvt århundrede, inden nye købstæder kom til:
- Nibe (Nørrejylland) 1727,
- Hørsholm (Sjælland) 1739,
- Hillerød (Sjælland) 1750-erne,
- Frederiksværk (Sjælland) 1750-erne,
- Skanderborg (Nørrejylland) ca. 1760,
- Marstal (Ærø) 1760,
- Christiansfeld (Sønderjylland) 1773.

Kendetegnende for disse er, at de fortrinsvis havde økonomiske hensyn bag sig. Til gengæld havde man i det lange tidsrum fra den unge enevælde til afslutningen af Store Nordiske Krig ladet flere steder drive handel, håndværk og skibsfart uden særrettigheder hertil: Allinge-Sandvig, Fladstrand, Løgstør, Nørresundby, Hillerød og Nibe. Kun de to sidstnævnte var med (og da blandt de første), da man atter gav sig i kast med at udnævne nye købstæder.
Købstæderne havde en vis forret til håndværk, handel og skibsfart inden for en vis omkreds (læbæltet) omend dette ikke synes at have haft nogen stor betydning for deres næringslivs trivsel: i adskillige købstæder spillede fiskeri og landbrug en ikke ubetydelig rolle som levevej.

## Tiden fra landboreformerne til midten af 1800-tallet

### Et samfund i opbrud (1770-1810)
I anden halvdel af 1700-tallet stod det klart, at det gamle landsbyfællesskab som driftsform var forældet og ej heller var i pagt med tidens tanker om forholdet mellem stat og almue. Man søgte efter en forandring, hvis hovedmålsætninger var en opløsning af driftsfællesskabet og samling af hver gårds jorder på eet sted, overgang fra fæste til selveje, afskaffelse af stavnsbåndet, omlægning af landets administrative forhold.
Løsningen blev landboreformerne, der afskaffede de gamle vangebrug. Jorderne blev omfordelte således, at hver gård nu fik jorden samlet enten eet sted eller som nogle få jordlodder (typisk en hovedlod, en overdrevslod – der ofte senere blev frasolgt – og en moselod eller englod). I nogle tilfælde skete jordomfordelingen uden at flytte gårde ud af landsbyerne men i de fleste tilfælde blev et større eller mindre antal gårde – i adskillige tilfælde mere end halvdelen – flyttet ud af landsbyen. Udviklingen skete i løbet af en menneskealder og var stort set afsluttet ved udbruddet af krigen med England i 1807.
Landboreformerne ændrede vel ikke meget ved de tidligere forhold bortset fra, at en del gårde og husmandssteder blev udflyttede i forbindelse med landsbyernes udskiftning, men dette skete ofte kun langsomt, hvorfor langt de fleste landsbyer bevarede deres præg af samlede bebyggelser.

### Forandringens vinde (1810-1855)
Efter den krise, der fulgte i hælene på statsbankerotten 1813 og tabet af Norge 1814 med deraf følgende omstillinger, startede et opsving, der som et mærkepunkt havde Englands indførelse 1828 af den ”glidende korntold”. I samvirke med hamborgske handelshuse udvikledes et stadigt voksende kornsalg til Hamborg, Holland og England, ligesom tidligere tiders kornhandel på Norge fortsatte på den nye tids betingelser. Denne periodes altdominerende kornsalg fik to bebyggelsesmæssige virkninger: udskibningssteder, enkle opankringspladser spredt rundt om langs landets kyster og kun undtagelsesvis forsynede med kornmagasiner men ofte betjenende de store kornproducenter, herregårdene og godserne. Desuden ladepladser, skudehandelspladser og skipperbyer, idet det allerede ved plakat af 26. marts 1816 fastsattes, at tiendeyderne skulle føre tiendekornet ”til den nærmest liggende kjøbstad eller det nærmeste ladested”. Ladestederne var i flere tilfælde anerkendte udhavne for købstæder beliggende inde i land, eksempelvis Rødvig (Store Heddinge), Bisserup (Slagelse), Bandholm (Maribo), Struer (Holstebro) og Hjarbæk (Viborg). Antallet af indbyggere var forholdsvis små, sjældent over 200. Skudehandelspladser var steder fortrinsvis i Jylland såsom Løkken, Blokhus, Klitmøller, Agger, Hals og Hadsund med anerkendte særrettigheder, mens skipperbyer som Troense på Tåsinge, Marstal på Ærø, Turø By på Turø samt Nordby og Sønderho på Fanø var hjemsteder for søfarende, selvom de selv ikke havde et egentligt opland. Flere af disse bebyggelser havde allerede i begyndelsen af 1800-tallet mere end 300 indbyggere, og talte foruden søfarende også håndværkere og handlende (således 1801 havde Rørvig 303, Troense 536, Hals 643, Klitmøller 336 og Løgstør 463 indbyggere, mens Marstal handelsplads havde 1449 indbyggere). Foruden de omtalte steder, hvis rettigheder var fastlagt særskilt, var det kun købstæderne, der måtte handle på udlandet. For bønderne indebar dette, at de måtte indbringe til købstæderne og sælge deres korn til de derboende købmænd, som derefter videresolgte det til stadsboerne eller udlandet. Dette indebar, at bønderne kun havde ringe indflydelse på salgspriserne og som følge af den ringe omsætning nærmest levede ved byttehandel, idet købmændene på deres side forsynede dem med de nødvendige varer og gav dem de nødvendige kreditter. Ved den begyndende indførelse af næringsfriheden blev disse bindinger gradvist løsnet, men endnu i 1870-erne synes der at have været en forholdsvis fast forbindelse mellem bonde og købmand.
Som eksempel på baggrunden for og årsagen til oprettelse af udskibnings- og ladesteder skal omtales Mullerup strand. I det 18. århundrede havde Kalundborg en florissant handel, idet den naturlige, gode havn beliggende i læ af Gisseløre for enden af en bred, dyb og ofte isfri fjord gav mulighed for en betydelig handel, især afsætning af korn til Norge og Flensborg. Tilsvarende forudsætninger havde nabokøbstæderne Holbæk og Slagelse ikke, og handelsmæssig stod de i skygge af Kalundborg. Da Norge blev skilt fra Danmark og toldskranker vanskeliggjorde kornhandelen, rettedes blikket navnlig mod England som ny aftager af korn, og da England 1828 indførte den såkaldte glidende korntoldskala, fik Kalundborg i kraft af sin beliggenhed og gode havn nye, store muligheder i kornhandelen. Da købmændene var interesserede i at sælge kornet på tidspunkter med lavest mulig told, gjaldt det om at have kornet liggende i en havn, hvorfra det hurtigt og nemt kunne udskibes, og hvor der om vinteren kun var ringe fare for indefrysning. I 1840’erne opførte en købmand fra Slagelse imidlertid kornlagringsrum ved Mullerup strand for herfra at foretage kornudførsel. Nogle købmænd fra Kalundborg forsøgte som et modtræk at oprette et eget kornlagringsrum ved Mullerup, men opnåede derved blot at trække endnu mere handel bort fra Kalundborg. Senere svækkedes Kalundborgs stilling endnu mere, da England helt afskaffede indførselstolden i slutningen af 1840’erne. Mullerup strand på sin side mistede betydning for Slagelse, da købstaden fik station på den 1856 anlagte jernbane fra København til Korsør.
En særlig udvikling gennemgik udskibningssteder og ladesteder ved Limfjorden som følge af Vesterhavets gennembrud af Aggertangen ved en stormflod 1825. Indtil dette år var Limfjorden en fjord, lukket mod vest af Agger tange. Al varefragt ad søvejen til og fra den vestlige del af Limfjorden, herunder egnens købstæder Thisted, Nykøbing, Lemvig, Skive og Nibe, foruden Viborg (hvis ladested var Hjarbæk) og Holstebro (hvis ladested var Struer) måtte gå over Ålborg, og flere af ladestedernes beboere drev selvstændig handel som kommissionærer for købmænd i Ålborg, selvom dette strengt taget var i strid med loven. Ved siden af dette ernærede ladestedernes beboere sig ved håndværk, gæstgiveri, fiskeri og krejleri (den stedlige benævnelse for prangervirksomhed). En særlig vanskelighed for søfarten var Løgstør Grunde, der kun tillod forholdsvis lavbundede skibe at passere, hvorfor Ålborg fik en fremtrædende rolle som formidler af handlen mellem den vestlige del af Limfjorden og resten af kongeriget. Den 1825 opståede passage mellem hav og fjord var i begyndelsen ikke så stor, men i de følgende år udvidede strømmen det nye løb så meget, at det første skib 1831 kunne passere gennem ”Aggerkanalen”, og 1839 blev besejlingsforholdene yderligere forbedrede, da en ny stormflod uddybede renden gennem tangen. Dermed skabtes en ny tilstand, hvor de bosatte i Limfjordens vestlige del kunne sejle direkte ud i Vesterhavet og derfra videre til de handelsforbindelser i Norge, Sverige, England, Slesvig-Holsten, Nordtyskland og Holland, som tidligere var gået over Ålborg. Antallet af skibe, der årligt passerede Aggerkanalen nåede 1840 op på 400, men væksten fortsatte og toppede 1855 med 1800 skibe. En bølge af vækst og opdrift skyllede ind over vestfjordens ladepladser og købstæder; flere købmænd fik egne skibe, og i tiden omkring midten af århundredet begyndte man at bygge anløbsbroer og egentlige havneanlæg. Den århundredegamle skudehandel fra vestkysten af Thy til Norge flyttede indenfjords, og der opstod en række nye udskibnings- og ladesteder, hvor folk skabte sig en til tider meget indbringende handel, således inden for Thisted tolddistrikt ved Krik, Oddesund, Tambohuse, Hindsels, Gravgård, Doverodde, Visby å, Gudnæs strand, Vilsund, Hovsør og Øsløs. For eksempelvis Struers vedkommende var 1851 hjemmehørende 14 skibe med i alt 260 kommercelæster. Samme år blev Struer anløbet af 152 skibe fra udenlandske havne, heraf 95 fra Norge, 36 fra England og 13 fra Altona. Fra indenlandske havne uden for Limfjorden havde stedet 46 anløb, heraf 34 fra København. Nogle år senere begyndte Aggerkanalen at sande til, og antallet af gennemløbende skibe faldt fra 1800 i 1855 til 93 i 1864 og 28 i 1867. Med tiden genvandt Ålborg efterhånden sin tidligere rolle som mellemled i fjordens handel og søfart og den kortvarige handels- og søfartsmæssige opblomstring i den vestlige Limfjord var til ende. Til trods for den midlertidige natur af opsvinget, efterlod det sig varige økonomiske spor. Således var kanalen skyld i omkring 25 procent befolkningstilvækst for Limfjordsområdet.
Den stærke befolkningsvækst, som skete i begyndelsen af 1800-tallet, bevirkede, at landdistrikterne fik et voksende indslag af landhåndværkere uden, at dette fik nogen nævneværdig indflydelse på bebyggelsesmønsteret. Kun få steder opstod der større eller mindre virksomheder med et fabriksmæssigt præg, og endnu omkring 1855 fandtes der af bebyggelser med indslag af oplandsrettet virksomhed (høkere, købmænd og lignende) og/eller industri kun en håndfuld.
Den udvikling, som det danske samfund gennemgik i første halvdel af 1800-tallet, førte således kun til mindre ændringer i de befolkningsmæssige – og dermed bebyggelsesmæssige – forhold. Sideløbende med kornhandelstiden oplevede landet en vis afvandring til købstæderne, og omkring midten af århundredet var opstået de første tilløb til forstadsbebyggelser uden for købstædernes administrative område – et forvarsel om den gennemgribende forandring, som da endnu blot var i sin vorden.
| Oversigt over førindustrielle bymæssige bebyggelser i landsognene omkring 1855 | Oversigt over førindustrielle bymæssige bebyggelser i landsognene omkring 1855 | Oversigt over førindustrielle bymæssige bebyggelser i landsognene omkring 1855 | Oversigt over førindustrielle bymæssige bebyggelser i landsognene omkring 1855 | Oversigt over førindustrielle bymæssige bebyggelser i landsognene omkring 1855 | Oversigt over førindustrielle bymæssige bebyggelser i landsognene omkring 1855 | Oversigt over førindustrielle bymæssige bebyggelser i landsognene omkring 1855 |
| Amt                                                                            | Forstads-bebyggelser                                                           | Fabrikssteder                                                                  | Landsbyer med oplandstjenester                                                 | Ladepladser, skipperbyer o.lign.                                               | Bydannelser i indlandet                                                        | I alt                                                                          |
| ------------------------------------------------------------------------------ | ------------------------------------------------------------------------------ | ------------------------------------------------------------------------------ | ------------------------------------------------------------------------------ | ------------------------------------------------------------------------------ | ------------------------------------------------------------------------------ | ------------------------------------------------------------------------------ |
| Københavns amt                                                                 | -                                                                              | -                                                                              | -                                                                              | -                                                                              | 1                                                                              | 1                                                                              |
| Frederiksborg amt                                                              | -                                                                              | 1                                                                              | -                                                                              | -                                                                              | 3                                                                              | 4                                                                              |
| Holbæk amt                                                                     | 1                                                                              | -                                                                              | 1                                                                              | -                                                                              | -                                                                              | 2                                                                              |
| Sorø amt                                                                       | -                                                                              | -                                                                              | -                                                                              | -                                                                              | -                                                                              | -                                                                              |
| Præstø amt                                                                     | 1                                                                              | 1                                                                              | -                                                                              | 1                                                                              | 1                                                                              | 4                                                                              |
| Maribo amt                                                                     | -                                                                              | -                                                                              | 1                                                                              | 1                                                                              | -                                                                              | 2                                                                              |
| Svendborg amt                                                                  | -                                                                              | 1                                                                              | 1                                                                              | 4                                                                              | -                                                                              | 6                                                                              |
| Odense amt                                                                     | -                                                                              | -                                                                              | -                                                                              | -                                                                              | -                                                                              | -                                                                              |
| Hjørring amt                                                                   | -                                                                              | 2                                                                              | -                                                                              | 5                                                                              | -                                                                              | 7                                                                              |
| Thisted amt                                                                    | -                                                                              | 2                                                                              | 1                                                                              | 1                                                                              | -                                                                              | 4                                                                              |
| Ålborg amt                                                                     | 1                                                                              | 7                                                                              | -                                                                              | 4                                                                              | -                                                                              | 12                                                                             |
| Viborg amt                                                                     | 2                                                                              | 6                                                                              | -                                                                              | 2                                                                              | -                                                                              | 10                                                                             |
| Randers amt                                                                    | 2                                                                              | 1                                                                              | 3                                                                              | 1                                                                              | -                                                                              | 7                                                                              |
| Århus amt                                                                      | 2                                                                              | 3                                                                              | 2                                                                              | -                                                                              | 2                                                                              | 9                                                                              |
| Ringkøbing amt                                                                 | -                                                                              | 6                                                                              | 2                                                                              | 1                                                                              | 2                                                                              | 11                                                                             |
| Vejle amt                                                                      | 3                                                                              | 6                                                                              | 1                                                                              | -                                                                              | -                                                                              | 10                                                                             |
| Ribe amt                                                                       | -                                                                              | 1                                                                              | 3                                                                              | 1                                                                              | -                                                                              | 5                                                                              |
| I alt                                                                          | 12                                                                             | 37                                                                             | 15                                                                             | 21                                                                             | 9                                                                              | 94                                                                             |

Kilde: J.P.Trap: Danmark, 1 udgave (1858-60).
Sammenfattende kan det således siges, at det først var fra omkring midten af 1800-tallet, at det førindustrielle samfund oplevede et begyndende opbrud.